# Лінкольна тема
Те́ма Лінкольна  — тема в шаховій композиції в ортодоксальному жанрі. Суть теми — як мінімум на три різні ходи чорних повторюється один і той же мат.

## Історія
Цю ідею запропонував у 2008 році американський шаховий композитор Роберт Лінкольн. Задачі, в яких мат повторюється на різні ходи чорних, друкувалися багатьма шаховими композиторами ХІХ століття, але цілеспрямовано розробок на цю ідею ніхто не робив, ці варіанти гри не були основним задумом авторів.
Ідея зацікавила Роберта Лінкольна і він опублікував ряд задач з цим задумом і замітку в виданні "The Problemist Supplement" в 2008 році.
Ідея дістала назву — Тема Лінкольна. Є ряд форм вираження теми — проста, ускладнена, повна, ідеальна, а також ця тема в задачі може бути подвоєна, потроєна, можливе поєднання кількох форм, тощо.

## Проста форма
Для вираження простої форми достатньо щоб на три захисти чорних виник один і той же мат в одній фазі. Гра може проходити за таким алгоритмом:
1.!
1. ... а, b, с 2. А#
або з ілюзорною грою
1. ... а, b, с 2. А#
1.!
1. ... ~ 2. #
|   | a | b | c | d | e | f | g | h |   |
| 8 | b6 білий кінь · e6 білий король · a3 чорний пішак · b3 чорний король · d2 білий ферзь · g2 чорний пішак · e1 білий кінь | b6 білий кінь · e6 білий король · a3 чорний пішак · b3 чорний король · d2 білий ферзь · g2 чорний пішак · e1 білий кінь | b6 білий кінь · e6 білий король · a3 чорний пішак · b3 чорний король · d2 білий ферзь · g2 чорний пішак · e1 білий кінь | b6 білий кінь · e6 білий король · a3 чорний пішак · b3 чорний король · d2 білий ферзь · g2 чорний пішак · e1 білий кінь | b6 білий кінь · e6 білий король · a3 чорний пішак · b3 чорний король · d2 білий ферзь · g2 чорний пішак · e1 білий кінь | b6 білий кінь · e6 білий король · a3 чорний пішак · b3 чорний король · d2 білий ферзь · g2 чорний пішак · e1 білий кінь | b6 білий кінь · e6 білий король · a3 чорний пішак · b3 чорний король · d2 білий ферзь · g2 чорний пішак · e1 білий кінь | b6 білий кінь · e6 білий король · a3 чорний пішак · b3 чорний король · d2 білий ферзь · g2 чорний пішак · e1 білий кінь | 8 |
| 7 | b6 білий кінь · e6 білий король · a3 чорний пішак · b3 чорний король · d2 білий ферзь · g2 чорний пішак · e1 білий кінь | b6 білий кінь · e6 білий король · a3 чорний пішак · b3 чорний король · d2 білий ферзь · g2 чорний пішак · e1 білий кінь | b6 білий кінь · e6 білий король · a3 чорний пішак · b3 чорний король · d2 білий ферзь · g2 чорний пішак · e1 білий кінь | b6 білий кінь · e6 білий король · a3 чорний пішак · b3 чорний король · d2 білий ферзь · g2 чорний пішак · e1 білий кінь | b6 білий кінь · e6 білий король · a3 чорний пішак · b3 чорний король · d2 білий ферзь · g2 чорний пішак · e1 білий кінь | b6 білий кінь · e6 білий король · a3 чорний пішак · b3 чорний король · d2 білий ферзь · g2 чорний пішак · e1 білий кінь | b6 білий кінь · e6 білий король · a3 чорний пішак · b3 чорний король · d2 білий ферзь · g2 чорний пішак · e1 білий кінь | b6 білий кінь · e6 білий король · a3 чорний пішак · b3 чорний король · d2 білий ферзь · g2 чорний пішак · e1 білий кінь | 7 |
| 6 | b6 білий кінь · e6 білий король · a3 чорний пішак · b3 чорний король · d2 білий ферзь · g2 чорний пішак · e1 білий кінь | b6 білий кінь · e6 білий король · a3 чорний пішак · b3 чорний король · d2 білий ферзь · g2 чорний пішак · e1 білий кінь | b6 білий кінь · e6 білий король · a3 чорний пішак · b3 чорний король · d2 білий ферзь · g2 чорний пішак · e1 білий кінь | b6 білий кінь · e6 білий король · a3 чорний пішак · b3 чорний король · d2 білий ферзь · g2 чорний пішак · e1 білий кінь | b6 білий кінь · e6 білий король · a3 чорний пішак · b3 чорний король · d2 білий ферзь · g2 чорний пішак · e1 білий кінь | b6 білий кінь · e6 білий король · a3 чорний пішак · b3 чорний король · d2 білий ферзь · g2 чорний пішак · e1 білий кінь | b6 білий кінь · e6 білий король · a3 чорний пішак · b3 чорний король · d2 білий ферзь · g2 чорний пішак · e1 білий кінь | b6 білий кінь · e6 білий король · a3 чорний пішак · b3 чорний король · d2 білий ферзь · g2 чорний пішак · e1 білий кінь | 6 |
| 5 | b6 білий кінь · e6 білий король · a3 чорний пішак · b3 чорний король · d2 білий ферзь · g2 чорний пішак · e1 білий кінь | b6 білий кінь · e6 білий король · a3 чорний пішак · b3 чорний король · d2 білий ферзь · g2 чорний пішак · e1 білий кінь | b6 білий кінь · e6 білий король · a3 чорний пішак · b3 чорний король · d2 білий ферзь · g2 чорний пішак · e1 білий кінь | b6 білий кінь · e6 білий король · a3 чорний пішак · b3 чорний король · d2 білий ферзь · g2 чорний пішак · e1 білий кінь | b6 білий кінь · e6 білий король · a3 чорний пішак · b3 чорний король · d2 білий ферзь · g2 чорний пішак · e1 білий кінь | b6 білий кінь · e6 білий король · a3 чорний пішак · b3 чорний король · d2 білий ферзь · g2 чорний пішак · e1 білий кінь | b6 білий кінь · e6 білий король · a3 чорний пішак · b3 чорний король · d2 білий ферзь · g2 чорний пішак · e1 білий кінь | b6 білий кінь · e6 білий король · a3 чорний пішак · b3 чорний король · d2 білий ферзь · g2 чорний пішак · e1 білий кінь | 5 |
| 4 | b6 білий кінь · e6 білий король · a3 чорний пішак · b3 чорний король · d2 білий ферзь · g2 чорний пішак · e1 білий кінь | b6 білий кінь · e6 білий король · a3 чорний пішак · b3 чорний король · d2 білий ферзь · g2 чорний пішак · e1 білий кінь | b6 білий кінь · e6 білий король · a3 чорний пішак · b3 чорний король · d2 білий ферзь · g2 чорний пішак · e1 білий кінь | b6 білий кінь · e6 білий король · a3 чорний пішак · b3 чорний король · d2 білий ферзь · g2 чорний пішак · e1 білий кінь | b6 білий кінь · e6 білий король · a3 чорний пішак · b3 чорний король · d2 білий ферзь · g2 чорний пішак · e1 білий кінь | b6 білий кінь · e6 білий король · a3 чорний пішак · b3 чорний король · d2 білий ферзь · g2 чорний пішак · e1 білий кінь | b6 білий кінь · e6 білий король · a3 чорний пішак · b3 чорний король · d2 білий ферзь · g2 чорний пішак · e1 білий кінь | b6 білий кінь · e6 білий король · a3 чорний пішак · b3 чорний король · d2 білий ферзь · g2 чорний пішак · e1 білий кінь | 4 |
| 3 | b6 білий кінь · e6 білий король · a3 чорний пішак · b3 чорний король · d2 білий ферзь · g2 чорний пішак · e1 білий кінь | b6 білий кінь · e6 білий король · a3 чорний пішак · b3 чорний король · d2 білий ферзь · g2 чорний пішак · e1 білий кінь | b6 білий кінь · e6 білий король · a3 чорний пішак · b3 чорний король · d2 білий ферзь · g2 чорний пішак · e1 білий кінь | b6 білий кінь · e6 білий король · a3 чорний пішак · b3 чорний король · d2 білий ферзь · g2 чорний пішак · e1 білий кінь | b6 білий кінь · e6 білий король · a3 чорний пішак · b3 чорний король · d2 білий ферзь · g2 чорний пішак · e1 білий кінь | b6 білий кінь · e6 білий король · a3 чорний пішак · b3 чорний король · d2 білий ферзь · g2 чорний пішак · e1 білий кінь | b6 білий кінь · e6 білий король · a3 чорний пішак · b3 чорний король · d2 білий ферзь · g2 чорний пішак · e1 білий кінь | b6 білий кінь · e6 білий король · a3 чорний пішак · b3 чорний король · d2 білий ферзь · g2 чорний пішак · e1 білий кінь | 3 |
| 2 | b6 білий кінь · e6 білий король · a3 чорний пішак · b3 чорний король · d2 білий ферзь · g2 чорний пішак · e1 білий кінь | b6 білий кінь · e6 білий король · a3 чорний пішак · b3 чорний король · d2 білий ферзь · g2 чорний пішак · e1 білий кінь | b6 білий кінь · e6 білий король · a3 чорний пішак · b3 чорний король · d2 білий ферзь · g2 чорний пішак · e1 білий кінь | b6 білий кінь · e6 білий король · a3 чорний пішак · b3 чорний король · d2 білий ферзь · g2 чорний пішак · e1 білий кінь | b6 білий кінь · e6 білий король · a3 чорний пішак · b3 чорний король · d2 білий ферзь · g2 чорний пішак · e1 білий кінь | b6 білий кінь · e6 білий король · a3 чорний пішак · b3 чорний король · d2 білий ферзь · g2 чорний пішак · e1 білий кінь | b6 білий кінь · e6 білий король · a3 чорний пішак · b3 чорний король · d2 білий ферзь · g2 чорний пішак · e1 білий кінь | b6 білий кінь · e6 білий король · a3 чорний пішак · b3 чорний король · d2 білий ферзь · g2 чорний пішак · e1 білий кінь | 2 |
| 1 | b6 білий кінь · e6 білий король · a3 чорний пішак · b3 чорний король · d2 білий ферзь · g2 чорний пішак · e1 білий кінь | b6 білий кінь · e6 білий король · a3 чорний пішак · b3 чорний король · d2 білий ферзь · g2 чорний пішак · e1 білий кінь | b6 білий кінь · e6 білий король · a3 чорний пішак · b3 чорний король · d2 білий ферзь · g2 чорний пішак · e1 білий кінь | b6 білий кінь · e6 білий король · a3 чорний пішак · b3 чорний король · d2 білий ферзь · g2 чорний пішак · e1 білий кінь | b6 білий кінь · e6 білий король · a3 чорний пішак · b3 чорний король · d2 білий ферзь · g2 чорний пішак · e1 білий кінь | b6 білий кінь · e6 білий король · a3 чорний пішак · b3 чорний король · d2 білий ферзь · g2 чорний пішак · e1 білий кінь | b6 білий кінь · e6 білий король · a3 чорний пішак · b3 чорний король · d2 білий ферзь · g2 чорний пішак · e1 білий кінь | b6 білий кінь · e6 білий король · a3 чорний пішак · b3 чорний король · d2 білий ферзь · g2 чорний пішак · e1 білий кінь | 1 |
|   | a | b | c | d | e | f | g | h |   |

FEN: 8/8/1N2K3/8/8/pk6/3Q2p1/4N3
1.Sd5! ~ 2. Qc2#
1. ... Ka4, Kc4, a2 2. Qb4#
|   | a | b | c | d | e | f | g | h |   |
| 8 | c8 білий король · a6 чорний король · b5 чорний пішак · c5 білий ферзь · e5 чорний пішак · c3 чорний слон · c2 біла тура | c8 білий король · a6 чорний король · b5 чорний пішак · c5 білий ферзь · e5 чорний пішак · c3 чорний слон · c2 біла тура | c8 білий король · a6 чорний король · b5 чорний пішак · c5 білий ферзь · e5 чорний пішак · c3 чорний слон · c2 біла тура | c8 білий король · a6 чорний король · b5 чорний пішак · c5 білий ферзь · e5 чорний пішак · c3 чорний слон · c2 біла тура | c8 білий король · a6 чорний король · b5 чорний пішак · c5 білий ферзь · e5 чорний пішак · c3 чорний слон · c2 біла тура | c8 білий король · a6 чорний король · b5 чорний пішак · c5 білий ферзь · e5 чорний пішак · c3 чорний слон · c2 біла тура | c8 білий король · a6 чорний король · b5 чорний пішак · c5 білий ферзь · e5 чорний пішак · c3 чорний слон · c2 біла тура | c8 білий король · a6 чорний король · b5 чорний пішак · c5 білий ферзь · e5 чорний пішак · c3 чорний слон · c2 біла тура | 8 |
| 7 | c8 білий король · a6 чорний король · b5 чорний пішак · c5 білий ферзь · e5 чорний пішак · c3 чорний слон · c2 біла тура | c8 білий король · a6 чорний король · b5 чорний пішак · c5 білий ферзь · e5 чорний пішак · c3 чорний слон · c2 біла тура | c8 білий король · a6 чорний король · b5 чорний пішак · c5 білий ферзь · e5 чорний пішак · c3 чорний слон · c2 біла тура | c8 білий король · a6 чорний король · b5 чорний пішак · c5 білий ферзь · e5 чорний пішак · c3 чорний слон · c2 біла тура | c8 білий король · a6 чорний король · b5 чорний пішак · c5 білий ферзь · e5 чорний пішак · c3 чорний слон · c2 біла тура | c8 білий король · a6 чорний король · b5 чорний пішак · c5 білий ферзь · e5 чорний пішак · c3 чорний слон · c2 біла тура | c8 білий король · a6 чорний король · b5 чорний пішак · c5 білий ферзь · e5 чорний пішак · c3 чорний слон · c2 біла тура | c8 білий король · a6 чорний король · b5 чорний пішак · c5 білий ферзь · e5 чорний пішак · c3 чорний слон · c2 біла тура | 7 |
| 6 | c8 білий король · a6 чорний король · b5 чорний пішак · c5 білий ферзь · e5 чорний пішак · c3 чорний слон · c2 біла тура | c8 білий король · a6 чорний король · b5 чорний пішак · c5 білий ферзь · e5 чорний пішак · c3 чорний слон · c2 біла тура | c8 білий король · a6 чорний король · b5 чорний пішак · c5 білий ферзь · e5 чорний пішак · c3 чорний слон · c2 біла тура | c8 білий король · a6 чорний король · b5 чорний пішак · c5 білий ферзь · e5 чорний пішак · c3 чорний слон · c2 біла тура | c8 білий король · a6 чорний король · b5 чорний пішак · c5 білий ферзь · e5 чорний пішак · c3 чорний слон · c2 біла тура | c8 білий король · a6 чорний король · b5 чорний пішак · c5 білий ферзь · e5 чорний пішак · c3 чорний слон · c2 біла тура | c8 білий король · a6 чорний король · b5 чорний пішак · c5 білий ферзь · e5 чорний пішак · c3 чорний слон · c2 біла тура | c8 білий король · a6 чорний король · b5 чорний пішак · c5 білий ферзь · e5 чорний пішак · c3 чорний слон · c2 біла тура | 6 |
| 5 | c8 білий король · a6 чорний король · b5 чорний пішак · c5 білий ферзь · e5 чорний пішак · c3 чорний слон · c2 біла тура | c8 білий король · a6 чорний король · b5 чорний пішак · c5 білий ферзь · e5 чорний пішак · c3 чорний слон · c2 біла тура | c8 білий король · a6 чорний король · b5 чорний пішак · c5 білий ферзь · e5 чорний пішак · c3 чорний слон · c2 біла тура | c8 білий король · a6 чорний король · b5 чорний пішак · c5 білий ферзь · e5 чорний пішак · c3 чорний слон · c2 біла тура | c8 білий король · a6 чорний король · b5 чорний пішак · c5 білий ферзь · e5 чорний пішак · c3 чорний слон · c2 біла тура | c8 білий король · a6 чорний король · b5 чорний пішак · c5 білий ферзь · e5 чорний пішак · c3 чорний слон · c2 біла тура | c8 білий король · a6 чорний король · b5 чорний пішак · c5 білий ферзь · e5 чорний пішак · c3 чорний слон · c2 біла тура | c8 білий король · a6 чорний король · b5 чорний пішак · c5 білий ферзь · e5 чорний пішак · c3 чорний слон · c2 біла тура | 5 |
| 4 | c8 білий король · a6 чорний король · b5 чорний пішак · c5 білий ферзь · e5 чорний пішак · c3 чорний слон · c2 біла тура | c8 білий король · a6 чорний король · b5 чорний пішак · c5 білий ферзь · e5 чорний пішак · c3 чорний слон · c2 біла тура | c8 білий король · a6 чорний король · b5 чорний пішак · c5 білий ферзь · e5 чорний пішак · c3 чорний слон · c2 біла тура | c8 білий король · a6 чорний король · b5 чорний пішак · c5 білий ферзь · e5 чорний пішак · c3 чорний слон · c2 біла тура | c8 білий король · a6 чорний король · b5 чорний пішак · c5 білий ферзь · e5 чорний пішак · c3 чорний слон · c2 біла тура | c8 білий король · a6 чорний король · b5 чорний пішак · c5 білий ферзь · e5 чорний пішак · c3 чорний слон · c2 біла тура | c8 білий король · a6 чорний король · b5 чорний пішак · c5 білий ферзь · e5 чорний пішак · c3 чорний слон · c2 біла тура | c8 білий король · a6 чорний король · b5 чорний пішак · c5 білий ферзь · e5 чорний пішак · c3 чорний слон · c2 біла тура | 4 |
| 3 | c8 білий король · a6 чорний король · b5 чорний пішак · c5 білий ферзь · e5 чорний пішак · c3 чорний слон · c2 біла тура | c8 білий король · a6 чорний король · b5 чорний пішак · c5 білий ферзь · e5 чорний пішак · c3 чорний слон · c2 біла тура | c8 білий король · a6 чорний король · b5 чорний пішак · c5 білий ферзь · e5 чорний пішак · c3 чорний слон · c2 біла тура | c8 білий король · a6 чорний король · b5 чорний пішак · c5 білий ферзь · e5 чорний пішак · c3 чорний слон · c2 біла тура | c8 білий король · a6 чорний король · b5 чорний пішак · c5 білий ферзь · e5 чорний пішак · c3 чорний слон · c2 біла тура | c8 білий король · a6 чорний король · b5 чорний пішак · c5 білий ферзь · e5 чорний пішак · c3 чорний слон · c2 біла тура | c8 білий король · a6 чорний король · b5 чорний пішак · c5 білий ферзь · e5 чорний пішак · c3 чорний слон · c2 біла тура | c8 білий король · a6 чорний король · b5 чорний пішак · c5 білий ферзь · e5 чорний пішак · c3 чорний слон · c2 біла тура | 3 |
| 2 | c8 білий король · a6 чорний король · b5 чорний пішак · c5 білий ферзь · e5 чорний пішак · c3 чорний слон · c2 біла тура | c8 білий король · a6 чорний король · b5 чорний пішак · c5 білий ферзь · e5 чорний пішак · c3 чорний слон · c2 біла тура | c8 білий король · a6 чорний король · b5 чорний пішак · c5 білий ферзь · e5 чорний пішак · c3 чорний слон · c2 біла тура | c8 білий король · a6 чорний король · b5 чорний пішак · c5 білий ферзь · e5 чорний пішак · c3 чорний слон · c2 біла тура | c8 білий король · a6 чорний король · b5 чорний пішак · c5 білий ферзь · e5 чорний пішак · c3 чорний слон · c2 біла тура | c8 білий король · a6 чорний король · b5 чорний пішак · c5 білий ферзь · e5 чорний пішак · c3 чорний слон · c2 біла тура | c8 білий король · a6 чорний король · b5 чорний пішак · c5 білий ферзь · e5 чорний пішак · c3 чорний слон · c2 біла тура | c8 білий король · a6 чорний король · b5 чорний пішак · c5 білий ферзь · e5 чорний пішак · c3 чорний слон · c2 біла тура | 2 |
| 1 | c8 білий король · a6 чорний король · b5 чорний пішак · c5 білий ферзь · e5 чорний пішак · c3 чорний слон · c2 біла тура | c8 білий король · a6 чорний король · b5 чорний пішак · c5 білий ферзь · e5 чорний пішак · c3 чорний слон · c2 біла тура | c8 білий король · a6 чорний король · b5 чорний пішак · c5 білий ферзь · e5 чорний пішак · c3 чорний слон · c2 біла тура | c8 білий король · a6 чорний король · b5 чорний пішак · c5 білий ферзь · e5 чорний пішак · c3 чорний слон · c2 біла тура | c8 білий король · a6 чорний король · b5 чорний пішак · c5 білий ферзь · e5 чорний пішак · c3 чорний слон · c2 біла тура | c8 білий король · a6 чорний король · b5 чорний пішак · c5 білий ферзь · e5 чорний пішак · c3 чорний слон · c2 біла тура | c8 білий король · a6 чорний король · b5 чорний пішак · c5 білий ферзь · e5 чорний пішак · c3 чорний слон · c2 біла тура | c8 білий король · a6 чорний король · b5 чорний пішак · c5 білий ферзь · e5 чорний пішак · c3 чорний слон · c2 біла тура | 1 |
|   | a | b | c | d | e | f | g | h |   |

FEN: 2K5/8/k7/1pQ1p3/8/2b5/2R5/8
1. Kb8! ~ 2. Qa7#
1. ... Bd4, b4, Ka5 2. Ra2#
|   | a | b | c | d | e | f | g | h |   |
| 8 | h8 білий ферзь · h5 білий слон · a3 чорний пішак · b3 білий король · b2 чорний слон · c2 біла тура · b1 чорний король | h8 білий ферзь · h5 білий слон · a3 чорний пішак · b3 білий король · b2 чорний слон · c2 біла тура · b1 чорний король | h8 білий ферзь · h5 білий слон · a3 чорний пішак · b3 білий король · b2 чорний слон · c2 біла тура · b1 чорний король | h8 білий ферзь · h5 білий слон · a3 чорний пішак · b3 білий король · b2 чорний слон · c2 біла тура · b1 чорний король | h8 білий ферзь · h5 білий слон · a3 чорний пішак · b3 білий король · b2 чорний слон · c2 біла тура · b1 чорний король | h8 білий ферзь · h5 білий слон · a3 чорний пішак · b3 білий король · b2 чорний слон · c2 біла тура · b1 чорний король | h8 білий ферзь · h5 білий слон · a3 чорний пішак · b3 білий король · b2 чорний слон · c2 біла тура · b1 чорний король | h8 білий ферзь · h5 білий слон · a3 чорний пішак · b3 білий король · b2 чорний слон · c2 біла тура · b1 чорний король | 8 |
| 7 | h8 білий ферзь · h5 білий слон · a3 чорний пішак · b3 білий король · b2 чорний слон · c2 біла тура · b1 чорний король | h8 білий ферзь · h5 білий слон · a3 чорний пішак · b3 білий король · b2 чорний слон · c2 біла тура · b1 чорний король | h8 білий ферзь · h5 білий слон · a3 чорний пішак · b3 білий король · b2 чорний слон · c2 біла тура · b1 чорний король | h8 білий ферзь · h5 білий слон · a3 чорний пішак · b3 білий король · b2 чорний слон · c2 біла тура · b1 чорний король | h8 білий ферзь · h5 білий слон · a3 чорний пішак · b3 білий король · b2 чорний слон · c2 біла тура · b1 чорний король | h8 білий ферзь · h5 білий слон · a3 чорний пішак · b3 білий король · b2 чорний слон · c2 біла тура · b1 чорний король | h8 білий ферзь · h5 білий слон · a3 чорний пішак · b3 білий король · b2 чорний слон · c2 біла тура · b1 чорний король | h8 білий ферзь · h5 білий слон · a3 чорний пішак · b3 білий король · b2 чорний слон · c2 біла тура · b1 чорний король | 7 |
| 6 | h8 білий ферзь · h5 білий слон · a3 чорний пішак · b3 білий король · b2 чорний слон · c2 біла тура · b1 чорний король | h8 білий ферзь · h5 білий слон · a3 чорний пішак · b3 білий король · b2 чорний слон · c2 біла тура · b1 чорний король | h8 білий ферзь · h5 білий слон · a3 чорний пішак · b3 білий король · b2 чорний слон · c2 біла тура · b1 чорний король | h8 білий ферзь · h5 білий слон · a3 чорний пішак · b3 білий король · b2 чорний слон · c2 біла тура · b1 чорний король | h8 білий ферзь · h5 білий слон · a3 чорний пішак · b3 білий король · b2 чорний слон · c2 біла тура · b1 чорний король | h8 білий ферзь · h5 білий слон · a3 чорний пішак · b3 білий король · b2 чорний слон · c2 біла тура · b1 чорний король | h8 білий ферзь · h5 білий слон · a3 чорний пішак · b3 білий король · b2 чорний слон · c2 біла тура · b1 чорний король | h8 білий ферзь · h5 білий слон · a3 чорний пішак · b3 білий король · b2 чорний слон · c2 біла тура · b1 чорний король | 6 |
| 5 | h8 білий ферзь · h5 білий слон · a3 чорний пішак · b3 білий король · b2 чорний слон · c2 біла тура · b1 чорний король | h8 білий ферзь · h5 білий слон · a3 чорний пішак · b3 білий король · b2 чорний слон · c2 біла тура · b1 чорний король | h8 білий ферзь · h5 білий слон · a3 чорний пішак · b3 білий король · b2 чорний слон · c2 біла тура · b1 чорний король | h8 білий ферзь · h5 білий слон · a3 чорний пішак · b3 білий король · b2 чорний слон · c2 біла тура · b1 чорний король | h8 білий ферзь · h5 білий слон · a3 чорний пішак · b3 білий король · b2 чорний слон · c2 біла тура · b1 чорний король | h8 білий ферзь · h5 білий слон · a3 чорний пішак · b3 білий король · b2 чорний слон · c2 біла тура · b1 чорний король | h8 білий ферзь · h5 білий слон · a3 чорний пішак · b3 білий король · b2 чорний слон · c2 біла тура · b1 чорний король | h8 білий ферзь · h5 білий слон · a3 чорний пішак · b3 білий король · b2 чорний слон · c2 біла тура · b1 чорний король | 5 |
| 4 | h8 білий ферзь · h5 білий слон · a3 чорний пішак · b3 білий король · b2 чорний слон · c2 біла тура · b1 чорний король | h8 білий ферзь · h5 білий слон · a3 чорний пішак · b3 білий король · b2 чорний слон · c2 біла тура · b1 чорний король | h8 білий ферзь · h5 білий слон · a3 чорний пішак · b3 білий король · b2 чорний слон · c2 біла тура · b1 чорний король | h8 білий ферзь · h5 білий слон · a3 чорний пішак · b3 білий король · b2 чорний слон · c2 біла тура · b1 чорний король | h8 білий ферзь · h5 білий слон · a3 чорний пішак · b3 білий король · b2 чорний слон · c2 біла тура · b1 чорний король | h8 білий ферзь · h5 білий слон · a3 чорний пішак · b3 білий король · b2 чорний слон · c2 біла тура · b1 чорний король | h8 білий ферзь · h5 білий слон · a3 чорний пішак · b3 білий король · b2 чорний слон · c2 біла тура · b1 чорний король | h8 білий ферзь · h5 білий слон · a3 чорний пішак · b3 білий король · b2 чорний слон · c2 біла тура · b1 чорний король | 4 |
| 3 | h8 білий ферзь · h5 білий слон · a3 чорний пішак · b3 білий король · b2 чорний слон · c2 біла тура · b1 чорний король | h8 білий ферзь · h5 білий слон · a3 чорний пішак · b3 білий король · b2 чорний слон · c2 біла тура · b1 чорний король | h8 білий ферзь · h5 білий слон · a3 чорний пішак · b3 білий король · b2 чорний слон · c2 біла тура · b1 чорний король | h8 білий ферзь · h5 білий слон · a3 чорний пішак · b3 білий король · b2 чорний слон · c2 біла тура · b1 чорний король | h8 білий ферзь · h5 білий слон · a3 чорний пішак · b3 білий король · b2 чорний слон · c2 біла тура · b1 чорний король | h8 білий ферзь · h5 білий слон · a3 чорний пішак · b3 білий король · b2 чорний слон · c2 біла тура · b1 чорний король | h8 білий ферзь · h5 білий слон · a3 чорний пішак · b3 білий король · b2 чорний слон · c2 біла тура · b1 чорний король | h8 білий ферзь · h5 білий слон · a3 чорний пішак · b3 білий король · b2 чорний слон · c2 біла тура · b1 чорний король | 3 |
| 2 | h8 білий ферзь · h5 білий слон · a3 чорний пішак · b3 білий король · b2 чорний слон · c2 біла тура · b1 чорний король | h8 білий ферзь · h5 білий слон · a3 чорний пішак · b3 білий король · b2 чорний слон · c2 біла тура · b1 чорний король | h8 білий ферзь · h5 білий слон · a3 чорний пішак · b3 білий король · b2 чорний слон · c2 біла тура · b1 чорний король | h8 білий ферзь · h5 білий слон · a3 чорний пішак · b3 білий король · b2 чорний слон · c2 біла тура · b1 чорний король | h8 білий ферзь · h5 білий слон · a3 чорний пішак · b3 білий король · b2 чорний слон · c2 біла тура · b1 чорний король | h8 білий ферзь · h5 білий слон · a3 чорний пішак · b3 білий король · b2 чорний слон · c2 біла тура · b1 чорний король | h8 білий ферзь · h5 білий слон · a3 чорний пішак · b3 білий король · b2 чорний слон · c2 біла тура · b1 чорний король | h8 білий ферзь · h5 білий слон · a3 чорний пішак · b3 білий король · b2 чорний слон · c2 біла тура · b1 чорний король | 2 |
| 1 | h8 білий ферзь · h5 білий слон · a3 чорний пішак · b3 білий король · b2 чорний слон · c2 біла тура · b1 чорний король | h8 білий ферзь · h5 білий слон · a3 чорний пішак · b3 білий король · b2 чорний слон · c2 біла тура · b1 чорний король | h8 білий ферзь · h5 білий слон · a3 чорний пішак · b3 білий король · b2 чорний слон · c2 біла тура · b1 чорний король | h8 білий ферзь · h5 білий слон · a3 чорний пішак · b3 білий король · b2 чорний слон · c2 біла тура · b1 чорний король | h8 білий ферзь · h5 білий слон · a3 чорний пішак · b3 білий король · b2 чорний слон · c2 біла тура · b1 чорний король | h8 білий ферзь · h5 білий слон · a3 чорний пішак · b3 білий король · b2 чорний слон · c2 біла тура · b1 чорний король | h8 білий ферзь · h5 білий слон · a3 чорний пішак · b3 білий король · b2 чорний слон · c2 біла тура · b1 чорний король | h8 білий ферзь · h5 білий слон · a3 чорний пішак · b3 білий король · b2 чорний слон · c2 біла тура · b1 чорний король | 1 |
|   | a | b | c | d | e | f | g | h |   |

1. Td2! Zz
1. ... Ka1, Kc1, L:h8, Lg7, Lf6, Le5, Ld4, Lc3, La1  2. Td1 #
- - - - - - - - - -
1. ... Lc1 2. Lg6#
1. ... a2   2. D:b2 #
Один мат проходить на 9 тематичних захистів.
|   | a | b | c | d | e | f | g | h |   |
| 8 | d6 чорний пішак · f6 білий ферзь · b5 білий слон · d4 білий кінь · e4 чорний король · f4 чорний пішак · h1 білий король | d6 чорний пішак · f6 білий ферзь · b5 білий слон · d4 білий кінь · e4 чорний король · f4 чорний пішак · h1 білий король | d6 чорний пішак · f6 білий ферзь · b5 білий слон · d4 білий кінь · e4 чорний король · f4 чорний пішак · h1 білий король | d6 чорний пішак · f6 білий ферзь · b5 білий слон · d4 білий кінь · e4 чорний король · f4 чорний пішак · h1 білий король | d6 чорний пішак · f6 білий ферзь · b5 білий слон · d4 білий кінь · e4 чорний король · f4 чорний пішак · h1 білий король | d6 чорний пішак · f6 білий ферзь · b5 білий слон · d4 білий кінь · e4 чорний король · f4 чорний пішак · h1 білий король | d6 чорний пішак · f6 білий ферзь · b5 білий слон · d4 білий кінь · e4 чорний король · f4 чорний пішак · h1 білий король | d6 чорний пішак · f6 білий ферзь · b5 білий слон · d4 білий кінь · e4 чорний король · f4 чорний пішак · h1 білий король | 8 |
| 7 | d6 чорний пішак · f6 білий ферзь · b5 білий слон · d4 білий кінь · e4 чорний король · f4 чорний пішак · h1 білий король | d6 чорний пішак · f6 білий ферзь · b5 білий слон · d4 білий кінь · e4 чорний король · f4 чорний пішак · h1 білий король | d6 чорний пішак · f6 білий ферзь · b5 білий слон · d4 білий кінь · e4 чорний король · f4 чорний пішак · h1 білий король | d6 чорний пішак · f6 білий ферзь · b5 білий слон · d4 білий кінь · e4 чорний король · f4 чорний пішак · h1 білий король | d6 чорний пішак · f6 білий ферзь · b5 білий слон · d4 білий кінь · e4 чорний король · f4 чорний пішак · h1 білий король | d6 чорний пішак · f6 білий ферзь · b5 білий слон · d4 білий кінь · e4 чорний король · f4 чорний пішак · h1 білий король | d6 чорний пішак · f6 білий ферзь · b5 білий слон · d4 білий кінь · e4 чорний король · f4 чорний пішак · h1 білий король | d6 чорний пішак · f6 білий ферзь · b5 білий слон · d4 білий кінь · e4 чорний король · f4 чорний пішак · h1 білий король | 7 |
| 6 | d6 чорний пішак · f6 білий ферзь · b5 білий слон · d4 білий кінь · e4 чорний король · f4 чорний пішак · h1 білий король | d6 чорний пішак · f6 білий ферзь · b5 білий слон · d4 білий кінь · e4 чорний король · f4 чорний пішак · h1 білий король | d6 чорний пішак · f6 білий ферзь · b5 білий слон · d4 білий кінь · e4 чорний король · f4 чорний пішак · h1 білий король | d6 чорний пішак · f6 білий ферзь · b5 білий слон · d4 білий кінь · e4 чорний король · f4 чорний пішак · h1 білий король | d6 чорний пішак · f6 білий ферзь · b5 білий слон · d4 білий кінь · e4 чорний король · f4 чорний пішак · h1 білий король | d6 чорний пішак · f6 білий ферзь · b5 білий слон · d4 білий кінь · e4 чорний король · f4 чорний пішак · h1 білий король | d6 чорний пішак · f6 білий ферзь · b5 білий слон · d4 білий кінь · e4 чорний король · f4 чорний пішак · h1 білий король | d6 чорний пішак · f6 білий ферзь · b5 білий слон · d4 білий кінь · e4 чорний король · f4 чорний пішак · h1 білий король | 6 |
| 5 | d6 чорний пішак · f6 білий ферзь · b5 білий слон · d4 білий кінь · e4 чорний король · f4 чорний пішак · h1 білий король | d6 чорний пішак · f6 білий ферзь · b5 білий слон · d4 білий кінь · e4 чорний король · f4 чорний пішак · h1 білий король | d6 чорний пішак · f6 білий ферзь · b5 білий слон · d4 білий кінь · e4 чорний король · f4 чорний пішак · h1 білий король | d6 чорний пішак · f6 білий ферзь · b5 білий слон · d4 білий кінь · e4 чорний король · f4 чорний пішак · h1 білий король | d6 чорний пішак · f6 білий ферзь · b5 білий слон · d4 білий кінь · e4 чорний король · f4 чорний пішак · h1 білий король | d6 чорний пішак · f6 білий ферзь · b5 білий слон · d4 білий кінь · e4 чорний король · f4 чорний пішак · h1 білий король | d6 чорний пішак · f6 білий ферзь · b5 білий слон · d4 білий кінь · e4 чорний король · f4 чорний пішак · h1 білий король | d6 чорний пішак · f6 білий ферзь · b5 білий слон · d4 білий кінь · e4 чорний король · f4 чорний пішак · h1 білий король | 5 |
| 4 | d6 чорний пішак · f6 білий ферзь · b5 білий слон · d4 білий кінь · e4 чорний король · f4 чорний пішак · h1 білий король | d6 чорний пішак · f6 білий ферзь · b5 білий слон · d4 білий кінь · e4 чорний король · f4 чорний пішак · h1 білий король | d6 чорний пішак · f6 білий ферзь · b5 білий слон · d4 білий кінь · e4 чорний король · f4 чорний пішак · h1 білий король | d6 чорний пішак · f6 білий ферзь · b5 білий слон · d4 білий кінь · e4 чорний король · f4 чорний пішак · h1 білий король | d6 чорний пішак · f6 білий ферзь · b5 білий слон · d4 білий кінь · e4 чорний король · f4 чорний пішак · h1 білий король | d6 чорний пішак · f6 білий ферзь · b5 білий слон · d4 білий кінь · e4 чорний король · f4 чорний пішак · h1 білий король | d6 чорний пішак · f6 білий ферзь · b5 білий слон · d4 білий кінь · e4 чорний король · f4 чорний пішак · h1 білий король | d6 чорний пішак · f6 білий ферзь · b5 білий слон · d4 білий кінь · e4 чорний король · f4 чорний пішак · h1 білий король | 4 |
| 3 | d6 чорний пішак · f6 білий ферзь · b5 білий слон · d4 білий кінь · e4 чорний король · f4 чорний пішак · h1 білий король | d6 чорний пішак · f6 білий ферзь · b5 білий слон · d4 білий кінь · e4 чорний король · f4 чорний пішак · h1 білий король | d6 чорний пішак · f6 білий ферзь · b5 білий слон · d4 білий кінь · e4 чорний король · f4 чорний пішак · h1 білий король | d6 чорний пішак · f6 білий ферзь · b5 білий слон · d4 білий кінь · e4 чорний король · f4 чорний пішак · h1 білий король | d6 чорний пішак · f6 білий ферзь · b5 білий слон · d4 білий кінь · e4 чорний король · f4 чорний пішак · h1 білий король | d6 чорний пішак · f6 білий ферзь · b5 білий слон · d4 білий кінь · e4 чорний король · f4 чорний пішак · h1 білий король | d6 чорний пішак · f6 білий ферзь · b5 білий слон · d4 білий кінь · e4 чорний король · f4 чорний пішак · h1 білий король | d6 чорний пішак · f6 білий ферзь · b5 білий слон · d4 білий кінь · e4 чорний король · f4 чорний пішак · h1 білий король | 3 |
| 2 | d6 чорний пішак · f6 білий ферзь · b5 білий слон · d4 білий кінь · e4 чорний король · f4 чорний пішак · h1 білий король | d6 чорний пішак · f6 білий ферзь · b5 білий слон · d4 білий кінь · e4 чорний король · f4 чорний пішак · h1 білий король | d6 чорний пішак · f6 білий ферзь · b5 білий слон · d4 білий кінь · e4 чорний король · f4 чорний пішак · h1 білий король | d6 чорний пішак · f6 білий ферзь · b5 білий слон · d4 білий кінь · e4 чорний король · f4 чорний пішак · h1 білий король | d6 чорний пішак · f6 білий ферзь · b5 білий слон · d4 білий кінь · e4 чорний король · f4 чорний пішак · h1 білий король | d6 чорний пішак · f6 білий ферзь · b5 білий слон · d4 білий кінь · e4 чорний король · f4 чорний пішак · h1 білий король | d6 чорний пішак · f6 білий ферзь · b5 білий слон · d4 білий кінь · e4 чорний король · f4 чорний пішак · h1 білий король | d6 чорний пішак · f6 білий ферзь · b5 білий слон · d4 білий кінь · e4 чорний король · f4 чорний пішак · h1 білий король | 2 |
| 1 | d6 чорний пішак · f6 білий ферзь · b5 білий слон · d4 білий кінь · e4 чорний король · f4 чорний пішак · h1 білий король | d6 чорний пішак · f6 білий ферзь · b5 білий слон · d4 білий кінь · e4 чорний король · f4 чорний пішак · h1 білий король | d6 чорний пішак · f6 білий ферзь · b5 білий слон · d4 білий кінь · e4 чорний король · f4 чорний пішак · h1 білий король | d6 чорний пішак · f6 білий ферзь · b5 білий слон · d4 білий кінь · e4 чорний король · f4 чорний пішак · h1 білий король | d6 чорний пішак · f6 білий ферзь · b5 білий слон · d4 білий кінь · e4 чорний король · f4 чорний пішак · h1 білий король | d6 чорний пішак · f6 білий ферзь · b5 білий слон · d4 білий кінь · e4 чорний король · f4 чорний пішак · h1 білий король | d6 чорний пішак · f6 білий ферзь · b5 білий слон · d4 білий кінь · e4 чорний король · f4 чорний пішак · h1 білий король | d6 чорний пішак · f6 білий ферзь · b5 білий слон · d4 білий кінь · e4 чорний король · f4 чорний пішак · h1 білий король | 1 |
|   | a | b | c | d | e | f | g | h |   |

1. Se6? ~ Zz
1. ... Ke3, Kf3, d5 2. D:f4 #, 1. ... f3!
1. Se2! ~ Zz
1. ... Ke3, Kf3, d5 2. D:f4 #
- — - — - — -
1. ... f3 2. De6 #
В рішенні повторилася гра хибного ходу.

## Ускладнена форма
Для вираження ускладненої форми в задачі повинно бути, як мінімум, дві фази. В першій фазі проходить один і той же мат на декілька (мінімум три) захистів чорних, а в наступній фазі повинна пройти переміна — або на ті ж захисти проходить новий мат, або той же мат, що і в першій фазі, проходить на нові захисти чорних. Для чистоти вираження теми в обох фазах повинна бути однакова кількість тематичних варіантів.
Алгоритм з переміною мату:
1.?
1. ... а, b, с 2. А #, 1. ... !
1.!
1. ... а, b, с 2. B # (переміна мату)

Алгоритм з переміною захистів:
1.?

1. ... а, b, с 2. А #, 1. ... !
1.!
1. ... d, e, f 2. A # (переміна захистів)
|   | a | b | c | d | e | f | g | h |   |
| 8 | a8 чорний король · b8 білий слон · c8 білий король · b7 біла тура · c7 білий ферзь · d7 чорний пішак · a6 чорний ферзь | a8 чорний король · b8 білий слон · c8 білий король · b7 біла тура · c7 білий ферзь · d7 чорний пішак · a6 чорний ферзь | a8 чорний король · b8 білий слон · c8 білий король · b7 біла тура · c7 білий ферзь · d7 чорний пішак · a6 чорний ферзь | a8 чорний король · b8 білий слон · c8 білий король · b7 біла тура · c7 білий ферзь · d7 чорний пішак · a6 чорний ферзь | a8 чорний король · b8 білий слон · c8 білий король · b7 біла тура · c7 білий ферзь · d7 чорний пішак · a6 чорний ферзь | a8 чорний король · b8 білий слон · c8 білий король · b7 біла тура · c7 білий ферзь · d7 чорний пішак · a6 чорний ферзь | a8 чорний король · b8 білий слон · c8 білий король · b7 біла тура · c7 білий ферзь · d7 чорний пішак · a6 чорний ферзь | a8 чорний король · b8 білий слон · c8 білий король · b7 біла тура · c7 білий ферзь · d7 чорний пішак · a6 чорний ферзь | 8 |
| 7 | a8 чорний король · b8 білий слон · c8 білий король · b7 біла тура · c7 білий ферзь · d7 чорний пішак · a6 чорний ферзь | a8 чорний король · b8 білий слон · c8 білий король · b7 біла тура · c7 білий ферзь · d7 чорний пішак · a6 чорний ферзь | a8 чорний король · b8 білий слон · c8 білий король · b7 біла тура · c7 білий ферзь · d7 чорний пішак · a6 чорний ферзь | a8 чорний король · b8 білий слон · c8 білий король · b7 біла тура · c7 білий ферзь · d7 чорний пішак · a6 чорний ферзь | a8 чорний король · b8 білий слон · c8 білий король · b7 біла тура · c7 білий ферзь · d7 чорний пішак · a6 чорний ферзь | a8 чорний король · b8 білий слон · c8 білий король · b7 біла тура · c7 білий ферзь · d7 чорний пішак · a6 чорний ферзь | a8 чорний король · b8 білий слон · c8 білий король · b7 біла тура · c7 білий ферзь · d7 чорний пішак · a6 чорний ферзь | a8 чорний король · b8 білий слон · c8 білий король · b7 біла тура · c7 білий ферзь · d7 чорний пішак · a6 чорний ферзь | 7 |
| 6 | a8 чорний король · b8 білий слон · c8 білий король · b7 біла тура · c7 білий ферзь · d7 чорний пішак · a6 чорний ферзь | a8 чорний король · b8 білий слон · c8 білий король · b7 біла тура · c7 білий ферзь · d7 чорний пішак · a6 чорний ферзь | a8 чорний король · b8 білий слон · c8 білий король · b7 біла тура · c7 білий ферзь · d7 чорний пішак · a6 чорний ферзь | a8 чорний король · b8 білий слон · c8 білий король · b7 біла тура · c7 білий ферзь · d7 чорний пішак · a6 чорний ферзь | a8 чорний король · b8 білий слон · c8 білий король · b7 біла тура · c7 білий ферзь · d7 чорний пішак · a6 чорний ферзь | a8 чорний король · b8 білий слон · c8 білий король · b7 біла тура · c7 білий ферзь · d7 чорний пішак · a6 чорний ферзь | a8 чорний король · b8 білий слон · c8 білий король · b7 біла тура · c7 білий ферзь · d7 чорний пішак · a6 чорний ферзь | a8 чорний король · b8 білий слон · c8 білий король · b7 біла тура · c7 білий ферзь · d7 чорний пішак · a6 чорний ферзь | 6 |
| 5 | a8 чорний король · b8 білий слон · c8 білий король · b7 біла тура · c7 білий ферзь · d7 чорний пішак · a6 чорний ферзь | a8 чорний король · b8 білий слон · c8 білий король · b7 біла тура · c7 білий ферзь · d7 чорний пішак · a6 чорний ферзь | a8 чорний король · b8 білий слон · c8 білий король · b7 біла тура · c7 білий ферзь · d7 чорний пішак · a6 чорний ферзь | a8 чорний король · b8 білий слон · c8 білий король · b7 біла тура · c7 білий ферзь · d7 чорний пішак · a6 чорний ферзь | a8 чорний король · b8 білий слон · c8 білий король · b7 біла тура · c7 білий ферзь · d7 чорний пішак · a6 чорний ферзь | a8 чорний король · b8 білий слон · c8 білий король · b7 біла тура · c7 білий ферзь · d7 чорний пішак · a6 чорний ферзь | a8 чорний король · b8 білий слон · c8 білий король · b7 біла тура · c7 білий ферзь · d7 чорний пішак · a6 чорний ферзь | a8 чорний король · b8 білий слон · c8 білий король · b7 біла тура · c7 білий ферзь · d7 чорний пішак · a6 чорний ферзь | 5 |
| 4 | a8 чорний король · b8 білий слон · c8 білий король · b7 біла тура · c7 білий ферзь · d7 чорний пішак · a6 чорний ферзь | a8 чорний король · b8 білий слон · c8 білий король · b7 біла тура · c7 білий ферзь · d7 чорний пішак · a6 чорний ферзь | a8 чорний король · b8 білий слон · c8 білий король · b7 біла тура · c7 білий ферзь · d7 чорний пішак · a6 чорний ферзь | a8 чорний король · b8 білий слон · c8 білий король · b7 біла тура · c7 білий ферзь · d7 чорний пішак · a6 чорний ферзь | a8 чорний король · b8 білий слон · c8 білий король · b7 біла тура · c7 білий ферзь · d7 чорний пішак · a6 чорний ферзь | a8 чорний король · b8 білий слон · c8 білий король · b7 біла тура · c7 білий ферзь · d7 чорний пішак · a6 чорний ферзь | a8 чорний король · b8 білий слон · c8 білий король · b7 біла тура · c7 білий ферзь · d7 чорний пішак · a6 чорний ферзь | a8 чорний король · b8 білий слон · c8 білий король · b7 біла тура · c7 білий ферзь · d7 чорний пішак · a6 чорний ферзь | 4 |
| 3 | a8 чорний король · b8 білий слон · c8 білий король · b7 біла тура · c7 білий ферзь · d7 чорний пішак · a6 чорний ферзь | a8 чорний король · b8 білий слон · c8 білий король · b7 біла тура · c7 білий ферзь · d7 чорний пішак · a6 чорний ферзь | a8 чорний король · b8 білий слон · c8 білий король · b7 біла тура · c7 білий ферзь · d7 чорний пішак · a6 чорний ферзь | a8 чорний король · b8 білий слон · c8 білий король · b7 біла тура · c7 білий ферзь · d7 чорний пішак · a6 чорний ферзь | a8 чорний король · b8 білий слон · c8 білий король · b7 біла тура · c7 білий ферзь · d7 чорний пішак · a6 чорний ферзь | a8 чорний король · b8 білий слон · c8 білий король · b7 біла тура · c7 білий ферзь · d7 чорний пішак · a6 чорний ферзь | a8 чорний король · b8 білий слон · c8 білий король · b7 біла тура · c7 білий ферзь · d7 чорний пішак · a6 чорний ферзь | a8 чорний король · b8 білий слон · c8 білий король · b7 біла тура · c7 білий ферзь · d7 чорний пішак · a6 чорний ферзь | 3 |
| 2 | a8 чорний король · b8 білий слон · c8 білий король · b7 біла тура · c7 білий ферзь · d7 чорний пішак · a6 чорний ферзь | a8 чорний король · b8 білий слон · c8 білий король · b7 біла тура · c7 білий ферзь · d7 чорний пішак · a6 чорний ферзь | a8 чорний король · b8 білий слон · c8 білий король · b7 біла тура · c7 білий ферзь · d7 чорний пішак · a6 чорний ферзь | a8 чорний король · b8 білий слон · c8 білий король · b7 біла тура · c7 білий ферзь · d7 чорний пішак · a6 чорний ферзь | a8 чорний король · b8 білий слон · c8 білий король · b7 біла тура · c7 білий ферзь · d7 чорний пішак · a6 чорний ферзь | a8 чорний король · b8 білий слон · c8 білий король · b7 біла тура · c7 білий ферзь · d7 чорний пішак · a6 чорний ферзь | a8 чорний король · b8 білий слон · c8 білий король · b7 біла тура · c7 білий ферзь · d7 чорний пішак · a6 чорний ферзь | a8 чорний король · b8 білий слон · c8 білий король · b7 біла тура · c7 білий ферзь · d7 чорний пішак · a6 чорний ферзь | 2 |
| 1 | a8 чорний король · b8 білий слон · c8 білий король · b7 біла тура · c7 білий ферзь · d7 чорний пішак · a6 чорний ферзь | a8 чорний король · b8 білий слон · c8 білий король · b7 біла тура · c7 білий ферзь · d7 чорний пішак · a6 чорний ферзь | a8 чорний король · b8 білий слон · c8 білий король · b7 біла тура · c7 білий ферзь · d7 чорний пішак · a6 чорний ферзь | a8 чорний король · b8 білий слон · c8 білий король · b7 біла тура · c7 білий ферзь · d7 чорний пішак · a6 чорний ферзь | a8 чорний король · b8 білий слон · c8 білий король · b7 біла тура · c7 білий ферзь · d7 чорний пішак · a6 чорний ферзь | a8 чорний король · b8 білий слон · c8 білий король · b7 біла тура · c7 білий ферзь · d7 чорний пішак · a6 чорний ферзь | a8 чорний король · b8 білий слон · c8 білий король · b7 біла тура · c7 білий ферзь · d7 чорний пішак · a6 чорний ферзь | a8 чорний король · b8 білий слон · c8 білий король · b7 біла тура · c7 білий ферзь · d7 чорний пішак · a6 чорний ферзь | 1 |
|   | a | b | c | d | e | f | g | h |   |

1. ... Dd6, Dc6, Dc4  2. Ta7 #
1. La7! ~ 2. Db8 #
1. ... Dd6, Dc6, Dc4  2. Tb8 #
- — - — - — -
1. ... D:a7   2. T:a7 #
1. ... D:b7+ 2. D:b7 #
Пройшла переміна мату на три тематичні захисти чорних. 
|   | a | b | c | d | e | f | g | h |   |
| 8 | a8 чорний король · b7 біла тура · a6 чорний кінь · b6 білий король · b3 білий пішак · a2 чорний слон · a1 біла тура | a8 чорний король · b7 біла тура · a6 чорний кінь · b6 білий король · b3 білий пішак · a2 чорний слон · a1 біла тура | a8 чорний король · b7 біла тура · a6 чорний кінь · b6 білий король · b3 білий пішак · a2 чорний слон · a1 біла тура | a8 чорний король · b7 біла тура · a6 чорний кінь · b6 білий король · b3 білий пішак · a2 чорний слон · a1 біла тура | a8 чорний король · b7 біла тура · a6 чорний кінь · b6 білий король · b3 білий пішак · a2 чорний слон · a1 біла тура | a8 чорний король · b7 біла тура · a6 чорний кінь · b6 білий король · b3 білий пішак · a2 чорний слон · a1 біла тура | a8 чорний король · b7 біла тура · a6 чорний кінь · b6 білий король · b3 білий пішак · a2 чорний слон · a1 біла тура | a8 чорний король · b7 біла тура · a6 чорний кінь · b6 білий король · b3 білий пішак · a2 чорний слон · a1 біла тура | 8 |
| 7 | a8 чорний король · b7 біла тура · a6 чорний кінь · b6 білий король · b3 білий пішак · a2 чорний слон · a1 біла тура | a8 чорний король · b7 біла тура · a6 чорний кінь · b6 білий король · b3 білий пішак · a2 чорний слон · a1 біла тура | a8 чорний король · b7 біла тура · a6 чорний кінь · b6 білий король · b3 білий пішак · a2 чорний слон · a1 біла тура | a8 чорний король · b7 біла тура · a6 чорний кінь · b6 білий король · b3 білий пішак · a2 чорний слон · a1 біла тура | a8 чорний король · b7 біла тура · a6 чорний кінь · b6 білий король · b3 білий пішак · a2 чорний слон · a1 біла тура | a8 чорний король · b7 біла тура · a6 чорний кінь · b6 білий король · b3 білий пішак · a2 чорний слон · a1 біла тура | a8 чорний король · b7 біла тура · a6 чорний кінь · b6 білий король · b3 білий пішак · a2 чорний слон · a1 біла тура | a8 чорний король · b7 біла тура · a6 чорний кінь · b6 білий король · b3 білий пішак · a2 чорний слон · a1 біла тура | 7 |
| 6 | a8 чорний король · b7 біла тура · a6 чорний кінь · b6 білий король · b3 білий пішак · a2 чорний слон · a1 біла тура | a8 чорний король · b7 біла тура · a6 чорний кінь · b6 білий король · b3 білий пішак · a2 чорний слон · a1 біла тура | a8 чорний король · b7 біла тура · a6 чорний кінь · b6 білий король · b3 білий пішак · a2 чорний слон · a1 біла тура | a8 чорний король · b7 біла тура · a6 чорний кінь · b6 білий король · b3 білий пішак · a2 чорний слон · a1 біла тура | a8 чорний король · b7 біла тура · a6 чорний кінь · b6 білий король · b3 білий пішак · a2 чорний слон · a1 біла тура | a8 чорний король · b7 біла тура · a6 чорний кінь · b6 білий король · b3 білий пішак · a2 чорний слон · a1 біла тура | a8 чорний король · b7 біла тура · a6 чорний кінь · b6 білий король · b3 білий пішак · a2 чорний слон · a1 біла тура | a8 чорний король · b7 біла тура · a6 чорний кінь · b6 білий король · b3 білий пішак · a2 чорний слон · a1 біла тура | 6 |
| 5 | a8 чорний король · b7 біла тура · a6 чорний кінь · b6 білий король · b3 білий пішак · a2 чорний слон · a1 біла тура | a8 чорний король · b7 біла тура · a6 чорний кінь · b6 білий король · b3 білий пішак · a2 чорний слон · a1 біла тура | a8 чорний король · b7 біла тура · a6 чорний кінь · b6 білий король · b3 білий пішак · a2 чорний слон · a1 біла тура | a8 чорний король · b7 біла тура · a6 чорний кінь · b6 білий король · b3 білий пішак · a2 чорний слон · a1 біла тура | a8 чорний король · b7 біла тура · a6 чорний кінь · b6 білий король · b3 білий пішак · a2 чорний слон · a1 біла тура | a8 чорний король · b7 біла тура · a6 чорний кінь · b6 білий король · b3 білий пішак · a2 чорний слон · a1 біла тура | a8 чорний король · b7 біла тура · a6 чорний кінь · b6 білий король · b3 білий пішак · a2 чорний слон · a1 біла тура | a8 чорний король · b7 біла тура · a6 чорний кінь · b6 білий король · b3 білий пішак · a2 чорний слон · a1 біла тура | 5 |
| 4 | a8 чорний король · b7 біла тура · a6 чорний кінь · b6 білий король · b3 білий пішак · a2 чорний слон · a1 біла тура | a8 чорний король · b7 біла тура · a6 чорний кінь · b6 білий король · b3 білий пішак · a2 чорний слон · a1 біла тура | a8 чорний король · b7 біла тура · a6 чорний кінь · b6 білий король · b3 білий пішак · a2 чорний слон · a1 біла тура | a8 чорний король · b7 біла тура · a6 чорний кінь · b6 білий король · b3 білий пішак · a2 чорний слон · a1 біла тура | a8 чорний король · b7 біла тура · a6 чорний кінь · b6 білий король · b3 білий пішак · a2 чорний слон · a1 біла тура | a8 чорний король · b7 біла тура · a6 чорний кінь · b6 білий король · b3 білий пішак · a2 чорний слон · a1 біла тура | a8 чорний король · b7 біла тура · a6 чорний кінь · b6 білий король · b3 білий пішак · a2 чорний слон · a1 біла тура | a8 чорний король · b7 біла тура · a6 чорний кінь · b6 білий король · b3 білий пішак · a2 чорний слон · a1 біла тура | 4 |
| 3 | a8 чорний король · b7 біла тура · a6 чорний кінь · b6 білий король · b3 білий пішак · a2 чорний слон · a1 біла тура | a8 чорний король · b7 біла тура · a6 чорний кінь · b6 білий король · b3 білий пішак · a2 чорний слон · a1 біла тура | a8 чорний король · b7 біла тура · a6 чорний кінь · b6 білий король · b3 білий пішак · a2 чорний слон · a1 біла тура | a8 чорний король · b7 біла тура · a6 чорний кінь · b6 білий король · b3 білий пішак · a2 чорний слон · a1 біла тура | a8 чорний король · b7 біла тура · a6 чорний кінь · b6 білий король · b3 білий пішак · a2 чорний слон · a1 біла тура | a8 чорний король · b7 біла тура · a6 чорний кінь · b6 білий король · b3 білий пішак · a2 чорний слон · a1 біла тура | a8 чорний король · b7 біла тура · a6 чорний кінь · b6 білий король · b3 білий пішак · a2 чорний слон · a1 біла тура | a8 чорний король · b7 біла тура · a6 чорний кінь · b6 білий король · b3 білий пішак · a2 чорний слон · a1 біла тура | 3 |
| 2 | a8 чорний король · b7 біла тура · a6 чорний кінь · b6 білий король · b3 білий пішак · a2 чорний слон · a1 біла тура | a8 чорний король · b7 біла тура · a6 чорний кінь · b6 білий король · b3 білий пішак · a2 чорний слон · a1 біла тура | a8 чорний король · b7 біла тура · a6 чорний кінь · b6 білий король · b3 білий пішак · a2 чорний слон · a1 біла тура | a8 чорний король · b7 біла тура · a6 чорний кінь · b6 білий король · b3 білий пішак · a2 чорний слон · a1 біла тура | a8 чорний король · b7 біла тура · a6 чорний кінь · b6 білий король · b3 білий пішак · a2 чорний слон · a1 біла тура | a8 чорний король · b7 біла тура · a6 чорний кінь · b6 білий король · b3 білий пішак · a2 чорний слон · a1 біла тура | a8 чорний король · b7 біла тура · a6 чорний кінь · b6 білий король · b3 білий пішак · a2 чорний слон · a1 біла тура | a8 чорний король · b7 біла тура · a6 чорний кінь · b6 білий король · b3 білий пішак · a2 чорний слон · a1 біла тура | 2 |
| 1 | a8 чорний король · b7 біла тура · a6 чорний кінь · b6 білий король · b3 білий пішак · a2 чорний слон · a1 біла тура | a8 чорний король · b7 біла тура · a6 чорний кінь · b6 білий король · b3 білий пішак · a2 чорний слон · a1 біла тура | a8 чорний король · b7 біла тура · a6 чорний кінь · b6 білий король · b3 білий пішак · a2 чорний слон · a1 біла тура | a8 чорний король · b7 біла тура · a6 чорний кінь · b6 білий король · b3 білий пішак · a2 чорний слон · a1 біла тура | a8 чорний король · b7 біла тура · a6 чорний кінь · b6 білий король · b3 білий пішак · a2 чорний слон · a1 біла тура | a8 чорний король · b7 біла тура · a6 чорний кінь · b6 білий король · b3 білий пішак · a2 чорний слон · a1 біла тура | a8 чорний король · b7 біла тура · a6 чорний кінь · b6 білий король · b3 білий пішак · a2 чорний слон · a1 біла тура | a8 чорний король · b7 біла тура · a6 чорний кінь · b6 білий король · b3 білий пішак · a2 чорний слон · a1 біла тура | 1 |
|   | a | b | c | d | e | f | g | h |   |

1. Td1? ~ Zz   
1. ... Sc7, Sc5, Sb4 2. T1d8 #, 1. L~!
1. Td7! ~ Zz
1. ... Sc7, Sc5, Sb4 2. T7d8 #
Пройшла переміна мату на три тематичні захисти чорних. 

## Повна форма
Для вираження повної форми теми необхідно, щоб в задачі пройшов синтез обох ускладнених форм теми — в другій фазі задачі повинна пройти переміна захистів на мат, що був у першій фазі, і на захисти, що були в першій фазі повинен помінятися мат.
Алгоритм повної форми:
1.?
1. ... а, b, с 2. А #, 1. ... !
1.!
1. ... d, e, f 2. A # (переміна захистів)
1. ... а, b, с 2. B # (переміна мату)

## Ідеальна форма
Ідеальна форма походить від повної форми, але в першій фазі є дві групи множинних захистів з окремим одним матом у кожній групі, а в другій фазі є ті ж захисти  і ті ж мати, але вони проходять з чергуванням. Для чистоти теми в обох фазах має бути однакова кількість захистів чорних у кожній групі, тобто не повинні в іншій фазі пропадати або з'являтися нові додаткові захисти чорних на тематичний мат.
Алгоритм ідеальної форми:
1.?
1. ... а, b, с 2. А #
1.  ...  d, e, f   2. В #, 1. ... !
1.!
1. ... а, b, с 2. B #
1. ... d, e, f 2. A #

## Подвоєння теми
Якщо в задачі певна форма теми виражена двічі, або різні форми — це є подвоєння теми, і така задача вирізняється цінністю серед інших з такою ж темою.
|   | a | b | c | d | e | f | g | h |   |
| 8 | f7 чорний король · h7 чорний слон · g6 чорний пішак · h6 біла тура · c5 білий ферзь · g4 білий король · b2 білий слон | f7 чорний король · h7 чорний слон · g6 чорний пішак · h6 біла тура · c5 білий ферзь · g4 білий король · b2 білий слон | f7 чорний король · h7 чорний слон · g6 чорний пішак · h6 біла тура · c5 білий ферзь · g4 білий король · b2 білий слон | f7 чорний король · h7 чорний слон · g6 чорний пішак · h6 біла тура · c5 білий ферзь · g4 білий король · b2 білий слон | f7 чорний король · h7 чорний слон · g6 чорний пішак · h6 біла тура · c5 білий ферзь · g4 білий король · b2 білий слон | f7 чорний король · h7 чорний слон · g6 чорний пішак · h6 біла тура · c5 білий ферзь · g4 білий король · b2 білий слон | f7 чорний король · h7 чорний слон · g6 чорний пішак · h6 біла тура · c5 білий ферзь · g4 білий король · b2 білий слон | f7 чорний король · h7 чорний слон · g6 чорний пішак · h6 біла тура · c5 білий ферзь · g4 білий король · b2 білий слон | 8 |
| 7 | f7 чорний король · h7 чорний слон · g6 чорний пішак · h6 біла тура · c5 білий ферзь · g4 білий король · b2 білий слон | f7 чорний король · h7 чорний слон · g6 чорний пішак · h6 біла тура · c5 білий ферзь · g4 білий король · b2 білий слон | f7 чорний король · h7 чорний слон · g6 чорний пішак · h6 біла тура · c5 білий ферзь · g4 білий король · b2 білий слон | f7 чорний король · h7 чорний слон · g6 чорний пішак · h6 біла тура · c5 білий ферзь · g4 білий король · b2 білий слон | f7 чорний король · h7 чорний слон · g6 чорний пішак · h6 біла тура · c5 білий ферзь · g4 білий король · b2 білий слон | f7 чорний король · h7 чорний слон · g6 чорний пішак · h6 біла тура · c5 білий ферзь · g4 білий король · b2 білий слон | f7 чорний король · h7 чорний слон · g6 чорний пішак · h6 біла тура · c5 білий ферзь · g4 білий король · b2 білий слон | f7 чорний король · h7 чорний слон · g6 чорний пішак · h6 біла тура · c5 білий ферзь · g4 білий король · b2 білий слон | 7 |
| 6 | f7 чорний король · h7 чорний слон · g6 чорний пішак · h6 біла тура · c5 білий ферзь · g4 білий король · b2 білий слон | f7 чорний король · h7 чорний слон · g6 чорний пішак · h6 біла тура · c5 білий ферзь · g4 білий король · b2 білий слон | f7 чорний король · h7 чорний слон · g6 чорний пішак · h6 біла тура · c5 білий ферзь · g4 білий король · b2 білий слон | f7 чорний король · h7 чорний слон · g6 чорний пішак · h6 біла тура · c5 білий ферзь · g4 білий король · b2 білий слон | f7 чорний король · h7 чорний слон · g6 чорний пішак · h6 біла тура · c5 білий ферзь · g4 білий король · b2 білий слон | f7 чорний король · h7 чорний слон · g6 чорний пішак · h6 біла тура · c5 білий ферзь · g4 білий король · b2 білий слон | f7 чорний король · h7 чорний слон · g6 чорний пішак · h6 біла тура · c5 білий ферзь · g4 білий король · b2 білий слон | f7 чорний король · h7 чорний слон · g6 чорний пішак · h6 біла тура · c5 білий ферзь · g4 білий король · b2 білий слон | 6 |
| 5 | f7 чорний король · h7 чорний слон · g6 чорний пішак · h6 біла тура · c5 білий ферзь · g4 білий король · b2 білий слон | f7 чорний король · h7 чорний слон · g6 чорний пішак · h6 біла тура · c5 білий ферзь · g4 білий король · b2 білий слон | f7 чорний король · h7 чорний слон · g6 чорний пішак · h6 біла тура · c5 білий ферзь · g4 білий король · b2 білий слон | f7 чорний король · h7 чорний слон · g6 чорний пішак · h6 біла тура · c5 білий ферзь · g4 білий король · b2 білий слон | f7 чорний король · h7 чорний слон · g6 чорний пішак · h6 біла тура · c5 білий ферзь · g4 білий король · b2 білий слон | f7 чорний король · h7 чорний слон · g6 чорний пішак · h6 біла тура · c5 білий ферзь · g4 білий король · b2 білий слон | f7 чорний король · h7 чорний слон · g6 чорний пішак · h6 біла тура · c5 білий ферзь · g4 білий король · b2 білий слон | f7 чорний король · h7 чорний слон · g6 чорний пішак · h6 біла тура · c5 білий ферзь · g4 білий король · b2 білий слон | 5 |
| 4 | f7 чорний король · h7 чорний слон · g6 чорний пішак · h6 біла тура · c5 білий ферзь · g4 білий король · b2 білий слон | f7 чорний король · h7 чорний слон · g6 чорний пішак · h6 біла тура · c5 білий ферзь · g4 білий король · b2 білий слон | f7 чорний король · h7 чорний слон · g6 чорний пішак · h6 біла тура · c5 білий ферзь · g4 білий король · b2 білий слон | f7 чорний король · h7 чорний слон · g6 чорний пішак · h6 біла тура · c5 білий ферзь · g4 білий король · b2 білий слон | f7 чорний король · h7 чорний слон · g6 чорний пішак · h6 біла тура · c5 білий ферзь · g4 білий король · b2 білий слон | f7 чорний король · h7 чорний слон · g6 чорний пішак · h6 біла тура · c5 білий ферзь · g4 білий король · b2 білий слон | f7 чорний король · h7 чорний слон · g6 чорний пішак · h6 біла тура · c5 білий ферзь · g4 білий король · b2 білий слон | f7 чорний король · h7 чорний слон · g6 чорний пішак · h6 біла тура · c5 білий ферзь · g4 білий король · b2 білий слон | 4 |
| 3 | f7 чорний король · h7 чорний слон · g6 чорний пішак · h6 біла тура · c5 білий ферзь · g4 білий король · b2 білий слон | f7 чорний король · h7 чорний слон · g6 чорний пішак · h6 біла тура · c5 білий ферзь · g4 білий король · b2 білий слон | f7 чорний король · h7 чорний слон · g6 чорний пішак · h6 біла тура · c5 білий ферзь · g4 білий король · b2 білий слон | f7 чорний король · h7 чорний слон · g6 чорний пішак · h6 біла тура · c5 білий ферзь · g4 білий король · b2 білий слон | f7 чорний король · h7 чорний слон · g6 чорний пішак · h6 біла тура · c5 білий ферзь · g4 білий король · b2 білий слон | f7 чорний король · h7 чорний слон · g6 чорний пішак · h6 біла тура · c5 білий ферзь · g4 білий король · b2 білий слон | f7 чорний король · h7 чорний слон · g6 чорний пішак · h6 біла тура · c5 білий ферзь · g4 білий король · b2 білий слон | f7 чорний король · h7 чорний слон · g6 чорний пішак · h6 біла тура · c5 білий ферзь · g4 білий король · b2 білий слон | 3 |
| 2 | f7 чорний король · h7 чорний слон · g6 чорний пішак · h6 біла тура · c5 білий ферзь · g4 білий король · b2 білий слон | f7 чорний король · h7 чорний слон · g6 чорний пішак · h6 біла тура · c5 білий ферзь · g4 білий король · b2 білий слон | f7 чорний король · h7 чорний слон · g6 чорний пішак · h6 біла тура · c5 білий ферзь · g4 білий король · b2 білий слон | f7 чорний король · h7 чорний слон · g6 чорний пішак · h6 біла тура · c5 білий ферзь · g4 білий король · b2 білий слон | f7 чорний король · h7 чорний слон · g6 чорний пішак · h6 біла тура · c5 білий ферзь · g4 білий король · b2 білий слон | f7 чорний король · h7 чорний слон · g6 чорний пішак · h6 біла тура · c5 білий ферзь · g4 білий король · b2 білий слон | f7 чорний король · h7 чорний слон · g6 чорний пішак · h6 біла тура · c5 білий ферзь · g4 білий король · b2 білий слон | f7 чорний король · h7 чорний слон · g6 чорний пішак · h6 біла тура · c5 білий ферзь · g4 білий король · b2 білий слон | 2 |
| 1 | f7 чорний король · h7 чорний слон · g6 чорний пішак · h6 біла тура · c5 білий ферзь · g4 білий король · b2 білий слон | f7 чорний король · h7 чорний слон · g6 чорний пішак · h6 біла тура · c5 білий ферзь · g4 білий король · b2 білий слон | f7 чорний король · h7 чорний слон · g6 чорний пішак · h6 біла тура · c5 білий ферзь · g4 білий король · b2 білий слон | f7 чорний король · h7 чорний слон · g6 чорний пішак · h6 біла тура · c5 білий ферзь · g4 білий король · b2 білий слон | f7 чорний король · h7 чорний слон · g6 чорний пішак · h6 біла тура · c5 білий ферзь · g4 білий король · b2 білий слон | f7 чорний король · h7 чорний слон · g6 чорний пішак · h6 біла тура · c5 білий ферзь · g4 білий король · b2 білий слон | f7 чорний король · h7 чорний слон · g6 чорний пішак · h6 біла тура · c5 білий ферзь · g4 білий король · b2 білий слон | f7 чорний король · h7 чорний слон · g6 чорний пішак · h6 біла тура · c5 білий ферзь · g4 білий король · b2 білий слон | 1 |
|   | a | b | c | d | e | f | g | h |   |

1. La3! Zz
1. ... Kg7, Kg8, g5  2. Df8 #
1. ... Kf6, Ke8, Lg8  2. De7 #
- — - — - — -
1. ... Ke6 2. Df5 #
Пройшло подвоєння простої форми теми в одній фазі.
|   | a | b | c | d | e | f | g | h |   |
| 8 | g8 чорний слон · h8 білий король · e7 білий ферзь · g6 чорний король · h5 білий кінь · h3 білий пішак · h2 білий кінь | g8 чорний слон · h8 білий король · e7 білий ферзь · g6 чорний король · h5 білий кінь · h3 білий пішак · h2 білий кінь | g8 чорний слон · h8 білий король · e7 білий ферзь · g6 чорний король · h5 білий кінь · h3 білий пішак · h2 білий кінь | g8 чорний слон · h8 білий король · e7 білий ферзь · g6 чорний король · h5 білий кінь · h3 білий пішак · h2 білий кінь | g8 чорний слон · h8 білий король · e7 білий ферзь · g6 чорний король · h5 білий кінь · h3 білий пішак · h2 білий кінь | g8 чорний слон · h8 білий король · e7 білий ферзь · g6 чорний король · h5 білий кінь · h3 білий пішак · h2 білий кінь | g8 чорний слон · h8 білий король · e7 білий ферзь · g6 чорний король · h5 білий кінь · h3 білий пішак · h2 білий кінь | g8 чорний слон · h8 білий король · e7 білий ферзь · g6 чорний король · h5 білий кінь · h3 білий пішак · h2 білий кінь | 8 |
| 7 | g8 чорний слон · h8 білий король · e7 білий ферзь · g6 чорний король · h5 білий кінь · h3 білий пішак · h2 білий кінь | g8 чорний слон · h8 білий король · e7 білий ферзь · g6 чорний король · h5 білий кінь · h3 білий пішак · h2 білий кінь | g8 чорний слон · h8 білий король · e7 білий ферзь · g6 чорний король · h5 білий кінь · h3 білий пішак · h2 білий кінь | g8 чорний слон · h8 білий король · e7 білий ферзь · g6 чорний король · h5 білий кінь · h3 білий пішак · h2 білий кінь | g8 чорний слон · h8 білий король · e7 білий ферзь · g6 чорний король · h5 білий кінь · h3 білий пішак · h2 білий кінь | g8 чорний слон · h8 білий король · e7 білий ферзь · g6 чорний король · h5 білий кінь · h3 білий пішак · h2 білий кінь | g8 чорний слон · h8 білий король · e7 білий ферзь · g6 чорний король · h5 білий кінь · h3 білий пішак · h2 білий кінь | g8 чорний слон · h8 білий король · e7 білий ферзь · g6 чорний король · h5 білий кінь · h3 білий пішак · h2 білий кінь | 7 |
| 6 | g8 чорний слон · h8 білий король · e7 білий ферзь · g6 чорний король · h5 білий кінь · h3 білий пішак · h2 білий кінь | g8 чорний слон · h8 білий король · e7 білий ферзь · g6 чорний король · h5 білий кінь · h3 білий пішак · h2 білий кінь | g8 чорний слон · h8 білий король · e7 білий ферзь · g6 чорний король · h5 білий кінь · h3 білий пішак · h2 білий кінь | g8 чорний слон · h8 білий король · e7 білий ферзь · g6 чорний король · h5 білий кінь · h3 білий пішак · h2 білий кінь | g8 чорний слон · h8 білий король · e7 білий ферзь · g6 чорний король · h5 білий кінь · h3 білий пішак · h2 білий кінь | g8 чорний слон · h8 білий король · e7 білий ферзь · g6 чорний король · h5 білий кінь · h3 білий пішак · h2 білий кінь | g8 чорний слон · h8 білий король · e7 білий ферзь · g6 чорний король · h5 білий кінь · h3 білий пішак · h2 білий кінь | g8 чорний слон · h8 білий король · e7 білий ферзь · g6 чорний король · h5 білий кінь · h3 білий пішак · h2 білий кінь | 6 |
| 5 | g8 чорний слон · h8 білий король · e7 білий ферзь · g6 чорний король · h5 білий кінь · h3 білий пішак · h2 білий кінь | g8 чорний слон · h8 білий король · e7 білий ферзь · g6 чорний король · h5 білий кінь · h3 білий пішак · h2 білий кінь | g8 чорний слон · h8 білий король · e7 білий ферзь · g6 чорний король · h5 білий кінь · h3 білий пішак · h2 білий кінь | g8 чорний слон · h8 білий король · e7 білий ферзь · g6 чорний король · h5 білий кінь · h3 білий пішак · h2 білий кінь | g8 чорний слон · h8 білий король · e7 білий ферзь · g6 чорний король · h5 білий кінь · h3 білий пішак · h2 білий кінь | g8 чорний слон · h8 білий король · e7 білий ферзь · g6 чорний король · h5 білий кінь · h3 білий пішак · h2 білий кінь | g8 чорний слон · h8 білий король · e7 білий ферзь · g6 чорний король · h5 білий кінь · h3 білий пішак · h2 білий кінь | g8 чорний слон · h8 білий король · e7 білий ферзь · g6 чорний король · h5 білий кінь · h3 білий пішак · h2 білий кінь | 5 |
| 4 | g8 чорний слон · h8 білий король · e7 білий ферзь · g6 чорний король · h5 білий кінь · h3 білий пішак · h2 білий кінь | g8 чорний слон · h8 білий король · e7 білий ферзь · g6 чорний король · h5 білий кінь · h3 білий пішак · h2 білий кінь | g8 чорний слон · h8 білий король · e7 білий ферзь · g6 чорний король · h5 білий кінь · h3 білий пішак · h2 білий кінь | g8 чорний слон · h8 білий король · e7 білий ферзь · g6 чорний король · h5 білий кінь · h3 білий пішак · h2 білий кінь | g8 чорний слон · h8 білий король · e7 білий ферзь · g6 чорний король · h5 білий кінь · h3 білий пішак · h2 білий кінь | g8 чорний слон · h8 білий король · e7 білий ферзь · g6 чорний король · h5 білий кінь · h3 білий пішак · h2 білий кінь | g8 чорний слон · h8 білий король · e7 білий ферзь · g6 чорний король · h5 білий кінь · h3 білий пішак · h2 білий кінь | g8 чорний слон · h8 білий король · e7 білий ферзь · g6 чорний король · h5 білий кінь · h3 білий пішак · h2 білий кінь | 4 |
| 3 | g8 чорний слон · h8 білий король · e7 білий ферзь · g6 чорний король · h5 білий кінь · h3 білий пішак · h2 білий кінь | g8 чорний слон · h8 білий король · e7 білий ферзь · g6 чорний король · h5 білий кінь · h3 білий пішак · h2 білий кінь | g8 чорний слон · h8 білий король · e7 білий ферзь · g6 чорний король · h5 білий кінь · h3 білий пішак · h2 білий кінь | g8 чорний слон · h8 білий король · e7 білий ферзь · g6 чорний король · h5 білий кінь · h3 білий пішак · h2 білий кінь | g8 чорний слон · h8 білий король · e7 білий ферзь · g6 чорний король · h5 білий кінь · h3 білий пішак · h2 білий кінь | g8 чорний слон · h8 білий король · e7 білий ферзь · g6 чорний король · h5 білий кінь · h3 білий пішак · h2 білий кінь | g8 чорний слон · h8 білий король · e7 білий ферзь · g6 чорний король · h5 білий кінь · h3 білий пішак · h2 білий кінь | g8 чорний слон · h8 білий король · e7 білий ферзь · g6 чорний король · h5 білий кінь · h3 білий пішак · h2 білий кінь | 3 |
| 2 | g8 чорний слон · h8 білий король · e7 білий ферзь · g6 чорний король · h5 білий кінь · h3 білий пішак · h2 білий кінь | g8 чорний слон · h8 білий король · e7 білий ферзь · g6 чорний король · h5 білий кінь · h3 білий пішак · h2 білий кінь | g8 чорний слон · h8 білий король · e7 білий ферзь · g6 чорний король · h5 білий кінь · h3 білий пішак · h2 білий кінь | g8 чорний слон · h8 білий король · e7 білий ферзь · g6 чорний король · h5 білий кінь · h3 білий пішак · h2 білий кінь | g8 чорний слон · h8 білий король · e7 білий ферзь · g6 чорний король · h5 білий кінь · h3 білий пішак · h2 білий кінь | g8 чорний слон · h8 білий король · e7 білий ферзь · g6 чорний король · h5 білий кінь · h3 білий пішак · h2 білий кінь | g8 чорний слон · h8 білий король · e7 білий ферзь · g6 чорний король · h5 білий кінь · h3 білий пішак · h2 білий кінь | g8 чорний слон · h8 білий король · e7 білий ферзь · g6 чорний король · h5 білий кінь · h3 білий пішак · h2 білий кінь | 2 |
| 1 | g8 чорний слон · h8 білий король · e7 білий ферзь · g6 чорний король · h5 білий кінь · h3 білий пішак · h2 білий кінь | g8 чорний слон · h8 білий король · e7 білий ферзь · g6 чорний король · h5 білий кінь · h3 білий пішак · h2 білий кінь | g8 чорний слон · h8 білий король · e7 білий ферзь · g6 чорний король · h5 білий кінь · h3 білий пішак · h2 білий кінь | g8 чорний слон · h8 білий король · e7 білий ферзь · g6 чорний король · h5 білий кінь · h3 білий пішак · h2 білий кінь | g8 чорний слон · h8 білий король · e7 білий ферзь · g6 чорний король · h5 білий кінь · h3 білий пішак · h2 білий кінь | g8 чорний слон · h8 білий король · e7 білий ферзь · g6 чорний король · h5 білий кінь · h3 білий пішак · h2 білий кінь | g8 чорний слон · h8 білий король · e7 білий ферзь · g6 чорний король · h5 білий кінь · h3 білий пішак · h2 білий кінь | g8 чорний слон · h8 білий король · e7 білий ферзь · g6 чорний король · h5 білий кінь · h3 білий пішак · h2 білий кінь | 1 |
|   | a | b | c | d | e | f | g | h |   |

1. Sg3? ~ 2. Dg7 #, 1. ... Lf7!
1. h4? ~ Zz
1. ... Lh7, Le6, Ld5, Lc4, Lb3, La2 2. Dh7 #
1. ... Lf7, Kh6, K:h5 2. Dg5 #, 1. ... Kf5!
1. Sf3! ~ Zz
1. ... Lh7, Le6, Ld5, Lc4, Lb3, La2 2. Dh7 #
1. ... Lf7, Kh6, K:h5 2. Dg5 #
- — - — - — -
1. ... Kf5 2. Sh4 #
В хибному сліді (грі) і в рішенні повторюється подвоєння простої форми теми. Тема у всіх фазах пройшла (з повторенням варіантів) 4 рази.
|   | a | b | c | d | e | f | g | h |   |
| 8 | h7 чорний пішак · e6 чорний пішак · h6 білий король · b5 чорний пішак · e5 чорний пішак · f5 чорний король · g5 білий пішак · b4 білий пішак · a3 чорний пішак · c3 білий слон · f3 чорний пішак · h3 білий кінь · a2 білий ферзь · c2 білий пішак · f2 білий пішак · h1 біла тура | h7 чорний пішак · e6 чорний пішак · h6 білий король · b5 чорний пішак · e5 чорний пішак · f5 чорний король · g5 білий пішак · b4 білий пішак · a3 чорний пішак · c3 білий слон · f3 чорний пішак · h3 білий кінь · a2 білий ферзь · c2 білий пішак · f2 білий пішак · h1 біла тура | h7 чорний пішак · e6 чорний пішак · h6 білий король · b5 чорний пішак · e5 чорний пішак · f5 чорний король · g5 білий пішак · b4 білий пішак · a3 чорний пішак · c3 білий слон · f3 чорний пішак · h3 білий кінь · a2 білий ферзь · c2 білий пішак · f2 білий пішак · h1 біла тура | h7 чорний пішак · e6 чорний пішак · h6 білий король · b5 чорний пішак · e5 чорний пішак · f5 чорний король · g5 білий пішак · b4 білий пішак · a3 чорний пішак · c3 білий слон · f3 чорний пішак · h3 білий кінь · a2 білий ферзь · c2 білий пішак · f2 білий пішак · h1 біла тура | h7 чорний пішак · e6 чорний пішак · h6 білий король · b5 чорний пішак · e5 чорний пішак · f5 чорний король · g5 білий пішак · b4 білий пішак · a3 чорний пішак · c3 білий слон · f3 чорний пішак · h3 білий кінь · a2 білий ферзь · c2 білий пішак · f2 білий пішак · h1 біла тура | h7 чорний пішак · e6 чорний пішак · h6 білий король · b5 чорний пішак · e5 чорний пішак · f5 чорний король · g5 білий пішак · b4 білий пішак · a3 чорний пішак · c3 білий слон · f3 чорний пішак · h3 білий кінь · a2 білий ферзь · c2 білий пішак · f2 білий пішак · h1 біла тура | h7 чорний пішак · e6 чорний пішак · h6 білий король · b5 чорний пішак · e5 чорний пішак · f5 чорний король · g5 білий пішак · b4 білий пішак · a3 чорний пішак · c3 білий слон · f3 чорний пішак · h3 білий кінь · a2 білий ферзь · c2 білий пішак · f2 білий пішак · h1 біла тура | h7 чорний пішак · e6 чорний пішак · h6 білий король · b5 чорний пішак · e5 чорний пішак · f5 чорний король · g5 білий пішак · b4 білий пішак · a3 чорний пішак · c3 білий слон · f3 чорний пішак · h3 білий кінь · a2 білий ферзь · c2 білий пішак · f2 білий пішак · h1 біла тура | 8 |
| 7 | h7 чорний пішак · e6 чорний пішак · h6 білий король · b5 чорний пішак · e5 чорний пішак · f5 чорний король · g5 білий пішак · b4 білий пішак · a3 чорний пішак · c3 білий слон · f3 чорний пішак · h3 білий кінь · a2 білий ферзь · c2 білий пішак · f2 білий пішак · h1 біла тура | h7 чорний пішак · e6 чорний пішак · h6 білий король · b5 чорний пішак · e5 чорний пішак · f5 чорний король · g5 білий пішак · b4 білий пішак · a3 чорний пішак · c3 білий слон · f3 чорний пішак · h3 білий кінь · a2 білий ферзь · c2 білий пішак · f2 білий пішак · h1 біла тура | h7 чорний пішак · e6 чорний пішак · h6 білий король · b5 чорний пішак · e5 чорний пішак · f5 чорний король · g5 білий пішак · b4 білий пішак · a3 чорний пішак · c3 білий слон · f3 чорний пішак · h3 білий кінь · a2 білий ферзь · c2 білий пішак · f2 білий пішак · h1 біла тура | h7 чорний пішак · e6 чорний пішак · h6 білий король · b5 чорний пішак · e5 чорний пішак · f5 чорний король · g5 білий пішак · b4 білий пішак · a3 чорний пішак · c3 білий слон · f3 чорний пішак · h3 білий кінь · a2 білий ферзь · c2 білий пішак · f2 білий пішак · h1 біла тура | h7 чорний пішак · e6 чорний пішак · h6 білий король · b5 чорний пішак · e5 чорний пішак · f5 чорний король · g5 білий пішак · b4 білий пішак · a3 чорний пішак · c3 білий слон · f3 чорний пішак · h3 білий кінь · a2 білий ферзь · c2 білий пішак · f2 білий пішак · h1 біла тура | h7 чорний пішак · e6 чорний пішак · h6 білий король · b5 чорний пішак · e5 чорний пішак · f5 чорний король · g5 білий пішак · b4 білий пішак · a3 чорний пішак · c3 білий слон · f3 чорний пішак · h3 білий кінь · a2 білий ферзь · c2 білий пішак · f2 білий пішак · h1 біла тура | h7 чорний пішак · e6 чорний пішак · h6 білий король · b5 чорний пішак · e5 чорний пішак · f5 чорний король · g5 білий пішак · b4 білий пішак · a3 чорний пішак · c3 білий слон · f3 чорний пішак · h3 білий кінь · a2 білий ферзь · c2 білий пішак · f2 білий пішак · h1 біла тура | h7 чорний пішак · e6 чорний пішак · h6 білий король · b5 чорний пішак · e5 чорний пішак · f5 чорний король · g5 білий пішак · b4 білий пішак · a3 чорний пішак · c3 білий слон · f3 чорний пішак · h3 білий кінь · a2 білий ферзь · c2 білий пішак · f2 білий пішак · h1 біла тура | 7 |
| 6 | h7 чорний пішак · e6 чорний пішак · h6 білий король · b5 чорний пішак · e5 чорний пішак · f5 чорний король · g5 білий пішак · b4 білий пішак · a3 чорний пішак · c3 білий слон · f3 чорний пішак · h3 білий кінь · a2 білий ферзь · c2 білий пішак · f2 білий пішак · h1 біла тура | h7 чорний пішак · e6 чорний пішак · h6 білий король · b5 чорний пішак · e5 чорний пішак · f5 чорний король · g5 білий пішак · b4 білий пішак · a3 чорний пішак · c3 білий слон · f3 чорний пішак · h3 білий кінь · a2 білий ферзь · c2 білий пішак · f2 білий пішак · h1 біла тура | h7 чорний пішак · e6 чорний пішак · h6 білий король · b5 чорний пішак · e5 чорний пішак · f5 чорний король · g5 білий пішак · b4 білий пішак · a3 чорний пішак · c3 білий слон · f3 чорний пішак · h3 білий кінь · a2 білий ферзь · c2 білий пішак · f2 білий пішак · h1 біла тура | h7 чорний пішак · e6 чорний пішак · h6 білий король · b5 чорний пішак · e5 чорний пішак · f5 чорний король · g5 білий пішак · b4 білий пішак · a3 чорний пішак · c3 білий слон · f3 чорний пішак · h3 білий кінь · a2 білий ферзь · c2 білий пішак · f2 білий пішак · h1 біла тура | h7 чорний пішак · e6 чорний пішак · h6 білий король · b5 чорний пішак · e5 чорний пішак · f5 чорний король · g5 білий пішак · b4 білий пішак · a3 чорний пішак · c3 білий слон · f3 чорний пішак · h3 білий кінь · a2 білий ферзь · c2 білий пішак · f2 білий пішак · h1 біла тура | h7 чорний пішак · e6 чорний пішак · h6 білий король · b5 чорний пішак · e5 чорний пішак · f5 чорний король · g5 білий пішак · b4 білий пішак · a3 чорний пішак · c3 білий слон · f3 чорний пішак · h3 білий кінь · a2 білий ферзь · c2 білий пішак · f2 білий пішак · h1 біла тура | h7 чорний пішак · e6 чорний пішак · h6 білий король · b5 чорний пішак · e5 чорний пішак · f5 чорний король · g5 білий пішак · b4 білий пішак · a3 чорний пішак · c3 білий слон · f3 чорний пішак · h3 білий кінь · a2 білий ферзь · c2 білий пішак · f2 білий пішак · h1 біла тура | h7 чорний пішак · e6 чорний пішак · h6 білий король · b5 чорний пішак · e5 чорний пішак · f5 чорний король · g5 білий пішак · b4 білий пішак · a3 чорний пішак · c3 білий слон · f3 чорний пішак · h3 білий кінь · a2 білий ферзь · c2 білий пішак · f2 білий пішак · h1 біла тура | 6 |
| 5 | h7 чорний пішак · e6 чорний пішак · h6 білий король · b5 чорний пішак · e5 чорний пішак · f5 чорний король · g5 білий пішак · b4 білий пішак · a3 чорний пішак · c3 білий слон · f3 чорний пішак · h3 білий кінь · a2 білий ферзь · c2 білий пішак · f2 білий пішак · h1 біла тура | h7 чорний пішак · e6 чорний пішак · h6 білий король · b5 чорний пішак · e5 чорний пішак · f5 чорний король · g5 білий пішак · b4 білий пішак · a3 чорний пішак · c3 білий слон · f3 чорний пішак · h3 білий кінь · a2 білий ферзь · c2 білий пішак · f2 білий пішак · h1 біла тура | h7 чорний пішак · e6 чорний пішак · h6 білий король · b5 чорний пішак · e5 чорний пішак · f5 чорний король · g5 білий пішак · b4 білий пішак · a3 чорний пішак · c3 білий слон · f3 чорний пішак · h3 білий кінь · a2 білий ферзь · c2 білий пішак · f2 білий пішак · h1 біла тура | h7 чорний пішак · e6 чорний пішак · h6 білий король · b5 чорний пішак · e5 чорний пішак · f5 чорний король · g5 білий пішак · b4 білий пішак · a3 чорний пішак · c3 білий слон · f3 чорний пішак · h3 білий кінь · a2 білий ферзь · c2 білий пішак · f2 білий пішак · h1 біла тура | h7 чорний пішак · e6 чорний пішак · h6 білий король · b5 чорний пішак · e5 чорний пішак · f5 чорний король · g5 білий пішак · b4 білий пішак · a3 чорний пішак · c3 білий слон · f3 чорний пішак · h3 білий кінь · a2 білий ферзь · c2 білий пішак · f2 білий пішак · h1 біла тура | h7 чорний пішак · e6 чорний пішак · h6 білий король · b5 чорний пішак · e5 чорний пішак · f5 чорний король · g5 білий пішак · b4 білий пішак · a3 чорний пішак · c3 білий слон · f3 чорний пішак · h3 білий кінь · a2 білий ферзь · c2 білий пішак · f2 білий пішак · h1 біла тура | h7 чорний пішак · e6 чорний пішак · h6 білий король · b5 чорний пішак · e5 чорний пішак · f5 чорний король · g5 білий пішак · b4 білий пішак · a3 чорний пішак · c3 білий слон · f3 чорний пішак · h3 білий кінь · a2 білий ферзь · c2 білий пішак · f2 білий пішак · h1 біла тура | h7 чорний пішак · e6 чорний пішак · h6 білий король · b5 чорний пішак · e5 чорний пішак · f5 чорний король · g5 білий пішак · b4 білий пішак · a3 чорний пішак · c3 білий слон · f3 чорний пішак · h3 білий кінь · a2 білий ферзь · c2 білий пішак · f2 білий пішак · h1 біла тура | 5 |
| 4 | h7 чорний пішак · e6 чорний пішак · h6 білий король · b5 чорний пішак · e5 чорний пішак · f5 чорний король · g5 білий пішак · b4 білий пішак · a3 чорний пішак · c3 білий слон · f3 чорний пішак · h3 білий кінь · a2 білий ферзь · c2 білий пішак · f2 білий пішак · h1 біла тура | h7 чорний пішак · e6 чорний пішак · h6 білий король · b5 чорний пішак · e5 чорний пішак · f5 чорний король · g5 білий пішак · b4 білий пішак · a3 чорний пішак · c3 білий слон · f3 чорний пішак · h3 білий кінь · a2 білий ферзь · c2 білий пішак · f2 білий пішак · h1 біла тура | h7 чорний пішак · e6 чорний пішак · h6 білий король · b5 чорний пішак · e5 чорний пішак · f5 чорний король · g5 білий пішак · b4 білий пішак · a3 чорний пішак · c3 білий слон · f3 чорний пішак · h3 білий кінь · a2 білий ферзь · c2 білий пішак · f2 білий пішак · h1 біла тура | h7 чорний пішак · e6 чорний пішак · h6 білий король · b5 чорний пішак · e5 чорний пішак · f5 чорний король · g5 білий пішак · b4 білий пішак · a3 чорний пішак · c3 білий слон · f3 чорний пішак · h3 білий кінь · a2 білий ферзь · c2 білий пішак · f2 білий пішак · h1 біла тура | h7 чорний пішак · e6 чорний пішак · h6 білий король · b5 чорний пішак · e5 чорний пішак · f5 чорний король · g5 білий пішак · b4 білий пішак · a3 чорний пішак · c3 білий слон · f3 чорний пішак · h3 білий кінь · a2 білий ферзь · c2 білий пішак · f2 білий пішак · h1 біла тура | h7 чорний пішак · e6 чорний пішак · h6 білий король · b5 чорний пішак · e5 чорний пішак · f5 чорний король · g5 білий пішак · b4 білий пішак · a3 чорний пішак · c3 білий слон · f3 чорний пішак · h3 білий кінь · a2 білий ферзь · c2 білий пішак · f2 білий пішак · h1 біла тура | h7 чорний пішак · e6 чорний пішак · h6 білий король · b5 чорний пішак · e5 чорний пішак · f5 чорний король · g5 білий пішак · b4 білий пішак · a3 чорний пішак · c3 білий слон · f3 чорний пішак · h3 білий кінь · a2 білий ферзь · c2 білий пішак · f2 білий пішак · h1 біла тура | h7 чорний пішак · e6 чорний пішак · h6 білий король · b5 чорний пішак · e5 чорний пішак · f5 чорний король · g5 білий пішак · b4 білий пішак · a3 чорний пішак · c3 білий слон · f3 чорний пішак · h3 білий кінь · a2 білий ферзь · c2 білий пішак · f2 білий пішак · h1 біла тура | 4 |
| 3 | h7 чорний пішак · e6 чорний пішак · h6 білий король · b5 чорний пішак · e5 чорний пішак · f5 чорний король · g5 білий пішак · b4 білий пішак · a3 чорний пішак · c3 білий слон · f3 чорний пішак · h3 білий кінь · a2 білий ферзь · c2 білий пішак · f2 білий пішак · h1 біла тура | h7 чорний пішак · e6 чорний пішак · h6 білий король · b5 чорний пішак · e5 чорний пішак · f5 чорний король · g5 білий пішак · b4 білий пішак · a3 чорний пішак · c3 білий слон · f3 чорний пішак · h3 білий кінь · a2 білий ферзь · c2 білий пішак · f2 білий пішак · h1 біла тура | h7 чорний пішак · e6 чорний пішак · h6 білий король · b5 чорний пішак · e5 чорний пішак · f5 чорний король · g5 білий пішак · b4 білий пішак · a3 чорний пішак · c3 білий слон · f3 чорний пішак · h3 білий кінь · a2 білий ферзь · c2 білий пішак · f2 білий пішак · h1 біла тура | h7 чорний пішак · e6 чорний пішак · h6 білий король · b5 чорний пішак · e5 чорний пішак · f5 чорний король · g5 білий пішак · b4 білий пішак · a3 чорний пішак · c3 білий слон · f3 чорний пішак · h3 білий кінь · a2 білий ферзь · c2 білий пішак · f2 білий пішак · h1 біла тура | h7 чорний пішак · e6 чорний пішак · h6 білий король · b5 чорний пішак · e5 чорний пішак · f5 чорний король · g5 білий пішак · b4 білий пішак · a3 чорний пішак · c3 білий слон · f3 чорний пішак · h3 білий кінь · a2 білий ферзь · c2 білий пішак · f2 білий пішак · h1 біла тура | h7 чорний пішак · e6 чорний пішак · h6 білий король · b5 чорний пішак · e5 чорний пішак · f5 чорний король · g5 білий пішак · b4 білий пішак · a3 чорний пішак · c3 білий слон · f3 чорний пішак · h3 білий кінь · a2 білий ферзь · c2 білий пішак · f2 білий пішак · h1 біла тура | h7 чорний пішак · e6 чорний пішак · h6 білий король · b5 чорний пішак · e5 чорний пішак · f5 чорний король · g5 білий пішак · b4 білий пішак · a3 чорний пішак · c3 білий слон · f3 чорний пішак · h3 білий кінь · a2 білий ферзь · c2 білий пішак · f2 білий пішак · h1 біла тура | h7 чорний пішак · e6 чорний пішак · h6 білий король · b5 чорний пішак · e5 чорний пішак · f5 чорний король · g5 білий пішак · b4 білий пішак · a3 чорний пішак · c3 білий слон · f3 чорний пішак · h3 білий кінь · a2 білий ферзь · c2 білий пішак · f2 білий пішак · h1 біла тура | 3 |
| 2 | h7 чорний пішак · e6 чорний пішак · h6 білий король · b5 чорний пішак · e5 чорний пішак · f5 чорний король · g5 білий пішак · b4 білий пішак · a3 чорний пішак · c3 білий слон · f3 чорний пішак · h3 білий кінь · a2 білий ферзь · c2 білий пішак · f2 білий пішак · h1 біла тура | h7 чорний пішак · e6 чорний пішак · h6 білий король · b5 чорний пішак · e5 чорний пішак · f5 чорний король · g5 білий пішак · b4 білий пішак · a3 чорний пішак · c3 білий слон · f3 чорний пішак · h3 білий кінь · a2 білий ферзь · c2 білий пішак · f2 білий пішак · h1 біла тура | h7 чорний пішак · e6 чорний пішак · h6 білий король · b5 чорний пішак · e5 чорний пішак · f5 чорний король · g5 білий пішак · b4 білий пішак · a3 чорний пішак · c3 білий слон · f3 чорний пішак · h3 білий кінь · a2 білий ферзь · c2 білий пішак · f2 білий пішак · h1 біла тура | h7 чорний пішак · e6 чорний пішак · h6 білий король · b5 чорний пішак · e5 чорний пішак · f5 чорний король · g5 білий пішак · b4 білий пішак · a3 чорний пішак · c3 білий слон · f3 чорний пішак · h3 білий кінь · a2 білий ферзь · c2 білий пішак · f2 білий пішак · h1 біла тура | h7 чорний пішак · e6 чорний пішак · h6 білий король · b5 чорний пішак · e5 чорний пішак · f5 чорний король · g5 білий пішак · b4 білий пішак · a3 чорний пішак · c3 білий слон · f3 чорний пішак · h3 білий кінь · a2 білий ферзь · c2 білий пішак · f2 білий пішак · h1 біла тура | h7 чорний пішак · e6 чорний пішак · h6 білий король · b5 чорний пішак · e5 чорний пішак · f5 чорний король · g5 білий пішак · b4 білий пішак · a3 чорний пішак · c3 білий слон · f3 чорний пішак · h3 білий кінь · a2 білий ферзь · c2 білий пішак · f2 білий пішак · h1 біла тура | h7 чорний пішак · e6 чорний пішак · h6 білий король · b5 чорний пішак · e5 чорний пішак · f5 чорний король · g5 білий пішак · b4 білий пішак · a3 чорний пішак · c3 білий слон · f3 чорний пішак · h3 білий кінь · a2 білий ферзь · c2 білий пішак · f2 білий пішак · h1 біла тура | h7 чорний пішак · e6 чорний пішак · h6 білий король · b5 чорний пішак · e5 чорний пішак · f5 чорний король · g5 білий пішак · b4 білий пішак · a3 чорний пішак · c3 білий слон · f3 чорний пішак · h3 білий кінь · a2 білий ферзь · c2 білий пішак · f2 білий пішак · h1 біла тура | 2 |
| 1 | h7 чорний пішак · e6 чорний пішак · h6 білий король · b5 чорний пішак · e5 чорний пішак · f5 чорний король · g5 білий пішак · b4 білий пішак · a3 чорний пішак · c3 білий слон · f3 чорний пішак · h3 білий кінь · a2 білий ферзь · c2 білий пішак · f2 білий пішак · h1 біла тура | h7 чорний пішак · e6 чорний пішак · h6 білий король · b5 чорний пішак · e5 чорний пішак · f5 чорний король · g5 білий пішак · b4 білий пішак · a3 чорний пішак · c3 білий слон · f3 чорний пішак · h3 білий кінь · a2 білий ферзь · c2 білий пішак · f2 білий пішак · h1 біла тура | h7 чорний пішак · e6 чорний пішак · h6 білий король · b5 чорний пішак · e5 чорний пішак · f5 чорний король · g5 білий пішак · b4 білий пішак · a3 чорний пішак · c3 білий слон · f3 чорний пішак · h3 білий кінь · a2 білий ферзь · c2 білий пішак · f2 білий пішак · h1 біла тура | h7 чорний пішак · e6 чорний пішак · h6 білий король · b5 чорний пішак · e5 чорний пішак · f5 чорний король · g5 білий пішак · b4 білий пішак · a3 чорний пішак · c3 білий слон · f3 чорний пішак · h3 білий кінь · a2 білий ферзь · c2 білий пішак · f2 білий пішак · h1 біла тура | h7 чорний пішак · e6 чорний пішак · h6 білий король · b5 чорний пішак · e5 чорний пішак · f5 чорний король · g5 білий пішак · b4 білий пішак · a3 чорний пішак · c3 білий слон · f3 чорний пішак · h3 білий кінь · a2 білий ферзь · c2 білий пішак · f2 білий пішак · h1 біла тура | h7 чорний пішак · e6 чорний пішак · h6 білий король · b5 чорний пішак · e5 чорний пішак · f5 чорний король · g5 білий пішак · b4 білий пішак · a3 чорний пішак · c3 білий слон · f3 чорний пішак · h3 білий кінь · a2 білий ферзь · c2 білий пішак · f2 білий пішак · h1 біла тура | h7 чорний пішак · e6 чорний пішак · h6 білий король · b5 чорний пішак · e5 чорний пішак · f5 чорний король · g5 білий пішак · b4 білий пішак · a3 чорний пішак · c3 білий слон · f3 чорний пішак · h3 білий кінь · a2 білий ферзь · c2 білий пішак · f2 білий пішак · h1 біла тура | h7 чорний пішак · e6 чорний пішак · h6 білий король · b5 чорний пішак · e5 чорний пішак · f5 чорний король · g5 білий пішак · b4 білий пішак · a3 чорний пішак · c3 білий слон · f3 чорний пішак · h3 білий кінь · a2 білий ферзь · c2 білий пішак · f2 білий пішак · h1 біла тура | 1 |
|   | a | b | c | d | e | f | g | h |   |

1. Sg1? ~ Zz
1. ... Ke4 2. D:e6   Kf4 3. Th4 #
1. ... Kg4 2. D:e6+ Kf4 3. Th4 #
1. ... Kf4  2. D:e6    ~   3. Th4 #, 1. ... e4!
1. D:a3! Zz
1. ... e4   2. Da8 e3    3. D:f3 #
1. ... Kg4 2. Da8 Kf5  3. D:f3 #
1. ... Ke4 2. Da8+ Kf5 3. D:f3 #
Пройшло подвоєння простої форми теми в двох фазах.